# Neustadt (Bremen)
Die Neustadt (Plattdeutsch Neestadt) ist ein links der Weser gelegener Stadtteil von Bremen und gehört zum Bremer Stadtbezirk Süd.

## Geografie und Ortsteile
Die Bremer Neustadt liegt im Zentrum von Bremen am linken Weserufer, direkt gegenüber dem Stadtteil Mitte.
Benachbarte Stadtteile sind im Norden Mitte, im Osten Obervieland, im Süden Huchting und im Westen Woltmershausen.
Der Stadtteil ist in acht Ortsteile gegliedert:

### Alte Neustadt

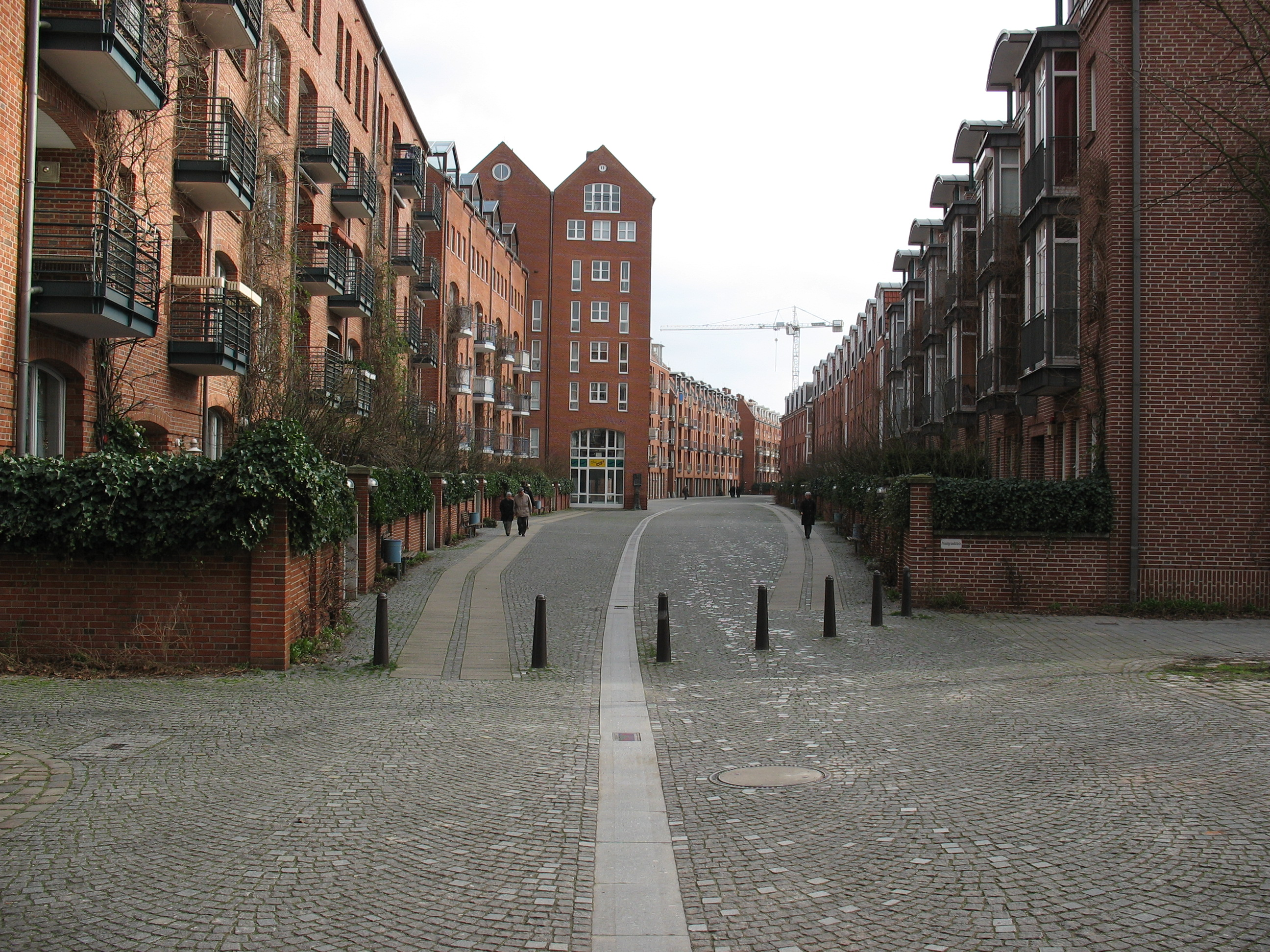
Wohnhäuser auf dem Teerhof, Aufnahme von 2007

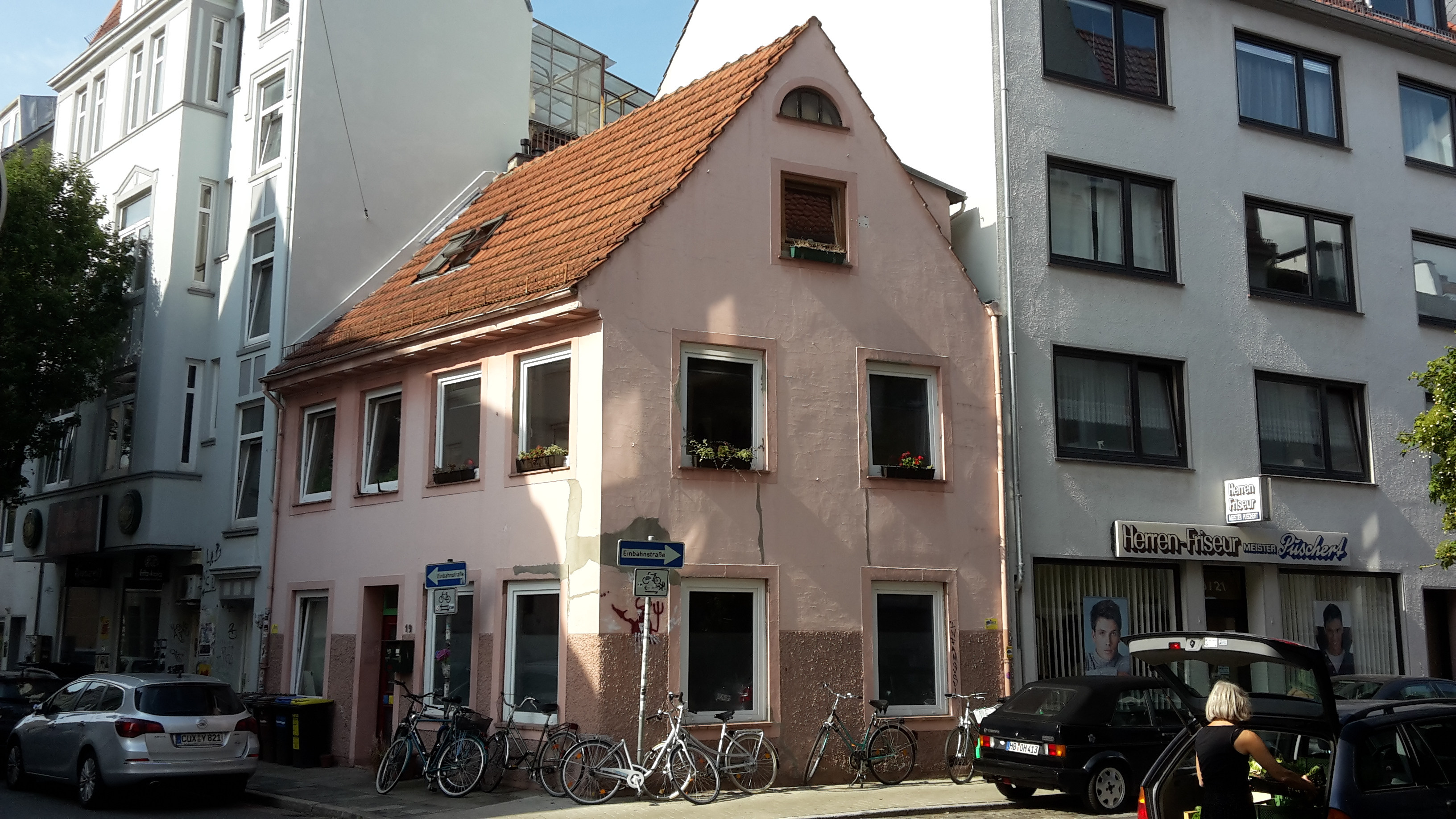
Wohnhaus aus dem 19. Jahrhundert in der Kleinen Annenstraße 19, eines der ältesten erhaltenen Gebäude des Stadtteils

Fläche: 1,45 km², 7.390 Einwohner (5.097 Einwohner je km²)
Die jetzige Alte Neustadt wurde als planmäßige Stadterweiterung im 17. Jahrhundert auf der linken Weserseite angelegt und mit Befestigungsanlagen umgeben, den heutigen Neustädter Wallanlagen. Hier befinden sich der Hauptstandort der Hochschule Bremen, das Hallenbad Süd, das Ortsamt Neustadt/Woltmershausen sowie die Oberschule am Leibnizplatz, in deren Gebäude auch die Spielstätte der bremer shakespeare company, das Theater am Leibnizplatz, untergebracht ist. Das Polizeirevier Neustadt ist (bis auf eine Kontaktstelle für Schüler) vom Leibnizplatz in die Airportstadt umgezogen. Am Franziuseck befinden sich das Wasser- und Schifffahrtsamt Bremen und das Haus der Kirche, der Verwaltungssitz der Bremischen Evangelischen Kirche. Außerdem sind das Rote-Kreuz-Krankenhaus Bremen und das Zollamt Hohentor sowie die Unternehmen Hachez, Kraft Foods und InBev (Beck & Co.) in der Alten Neustadt ansässig.
Zur Alten Neustadt zählt der Teerhof, die Halbinsel zwischen der Weser und der Kleinen Weser. Von dessen ursprünglicher Bebauung ist nach fast vollständiger Zerstörung im Zweiten Weltkrieg außer der jetzt als Museum für Gegenwartskunst genutzten Weserburg (Neues Museum Weserburg Bremen) nichts erhalten geblieben. Der Teerhof wurde in den 1990er Jahren neu überwiegend mit Wohnhäusern bebaut und durch eine zusätzliche Fußgängerbrücke mit der Altstadt verbunden. Seit 2009 ist eines der letzten Grundstücke auf dem Teerhof von der Beluga Group, einer bis 2011 bestehenden Reederei, nach Plänen von Harm Haslob und Jens Kruse bebaut worden.
Östlich der jetzigen Wilhelm-Kaisen-Brücke erstreckt sich zwischen der Weser und der zum Werdersee aufgeweiteten Kleinen Weser der Stadtwerder (Werder = Flussinsel), Namensgeber für den Fußballverein Werder Bremen. Das markanteste Gebäude auf dem Stadtwerder ist das unter Denkmalschutz stehende ehemalige Wasserwerk, erbaut 1871 bis 1873 im historistischen Stil. Für das aufgrund seiner äußeren Form umgangssprachlich als „Umgedrehte Kommode“ bezeichnete Bauwerk wird eine neue Nutzung gesucht.
Ortsteilgrenzen: Im Nordosten die Weser; im Südosten zum Ortsteil Huckelriede von der Weser über das Gebiet der Sportvereine entlang der Ostseite des ehemaligen Wasserwerks bis zur Kleinen Weser, dann über rund 200 Meter in Richtung Osten mit dem Ufer deckungsgleich, am Deichschart Wechsel zur anderen Uferseite; im Süden zum Ortsteil Buntentor entlang des Ufers der Kleinen Weser bis zur Piepe dann Neustadtscontrescarpe bis zur Kreuzung mit der Friedrich-Ebert-Straße bildet die Grenze zum Ortsteil Südervorstadt; im Südwesten bildet das Teilstück der Neustadtscontrescarpe zusammen mit dem Hohentorsplatz die Grenze zu den Ortsteilen Neustadt und Hohentor; im Nordwesten die Bahnstrecke Bremen–Oldenburg.

### Hohentor

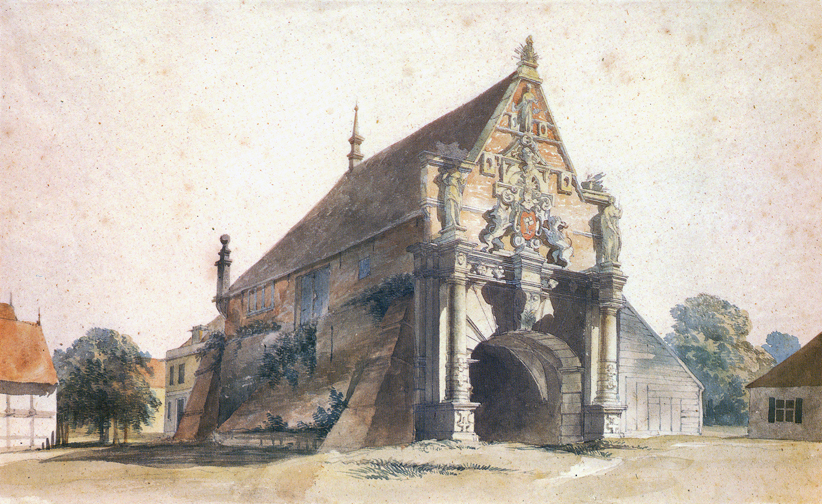
Hohentor, G. E. Papendiek 1822

Fläche: 0,39 km², 4.735 Einwohner (12.141 Einwohner je km²)
Der Ortsteil Hohentor umfasst eine Fläche von etwa 500 × 800 Metern. An seiner Nordostseite grenzt das Quartier an die Alte Neustadt. Die Langemarckstraße bildet im Südosten die Grenze zur Neustadt. Im Südwesten bildet die Neuenlander Straße die Grenze zum Ortsteil Neuenland. Im Nordwesten bildet die Bahnlinie Bremen–Oldenburg mit dem Bahnhof Bremen-Neustadt die sichelförmige Grenze zum Stadtteil Woltmershausen.
Durch den Ortsteil Hohentor verläuft in Nordost-Südwest-Richtung die als Schnellstraße ausgebaute Hochstraße B 6 nach Oldenburg, während die Hohentorsheerstraße als ehemalige Hauptstraße in eine verkehrsberuhigte Wohnstraße umgewandelt wurde. Hier verkehrten bis zu ihrer Stilllegung in den 1960er Jahren die Straßenbahnlinie 7 nach Rablinghausen und zeitweise die Linie 6. Heute ist das Hohentor an seinen Grenzen an den ÖPNV angeschlossen. Ein achtgeschossiges Wohnhaus Am Hohentorsplatz markiert seit 2021 das Entrée zum Quartier.
Zwischen der Hochstraße und der Eisenbahnlinie Bremen–Oldenburg liegt das schmale Gewerbegebiet Neustädter Güterbahnhof.

### Neustadt
Fläche: 0,47 km², 7.333 Einwohner (15.602 Einwohner je km²)

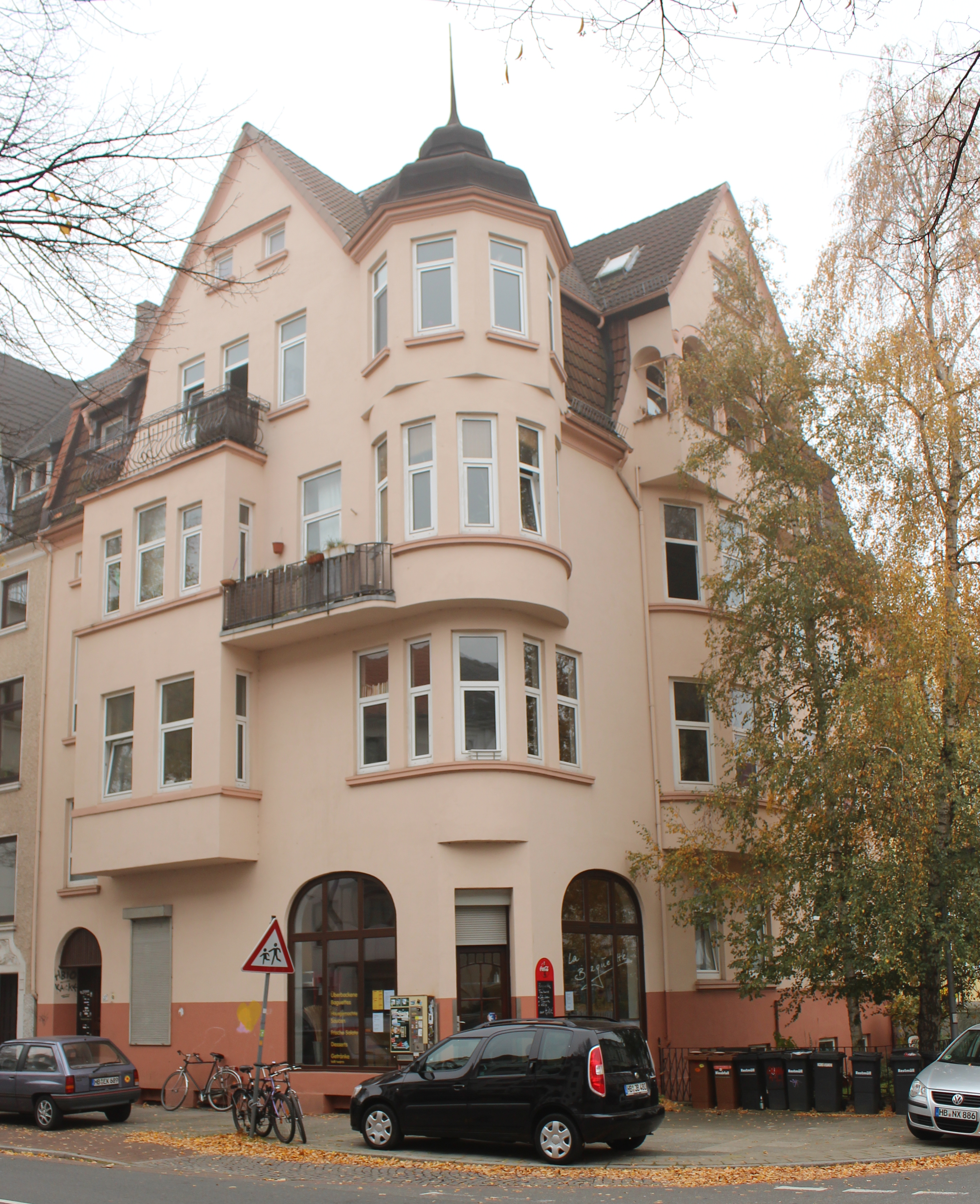
Lahnstraße: Nr. 27

Der Ortsteil ist auch als Flüsseviertel bekannt, da die meisten Straßen in diesem Gebiet nach Flüssen benannt sind. Die nahezu quadratische Fläche erstreckt sich von der Neustadtscontrescarpe im Norden zur Neuenlander Straße im Süden. Im Westen und Osten wird der Ortsteil durch die Hauptverkehrsadern Langemarckstraße und Friedrich-Ebert-Straße begrenzt.
Die Straßen im rechtwinkligen Raster werden von – großenteils sanierten – Altbremer Häusern gesäumt. Die Pappelstraße bildet mit ihren Geschäften das Zentrum des Flüsseviertels und erfüllt Funktionen für die umliegenden Ortsteile. Die älteste Straße ist die Bachstraße, welche in der Frühzeit Bremens einer der wichtigsten Verbindungswege aus der Stadt in Richtung Süden war. 
Weitere Straßen mit Artikeln sind die Gastfeldstraße und die Lahnstraße.

### Südervorstadt
Fläche: 0,28 km², 5.106 Einwohner (18.236 Einwohner je km²)
Die Südervorstadt ist ein langgezogener Ortsteil zwischen der Friedrich-Ebert-Straße (Grenze zum Ortsteil Neustadt im Nordwesten) und der Meyerstraße (Grenze zu den Ortsteilen Gartenstadt Süd und Buntentor im Südosten). Die Neuenlander Straße ist Grenze zum Ortsteil Neuenland im Südwesten. Die Neustadtscontrescarpe und die Piepe sind die Grenze zum Ortsteil Alte Neustadt im Nordosten, damit ragt der Ortsteil ein kleines Stück über den Buntentorsteinweg hinaus. Drei zueinander parallele Hauptstraßen durchqueren den Ortsteil, dies sind die Kornstraße, die Gastfeldstraße und die Thedinghauser Straße.
Im Ortsteil stehen überwiegend Wohnhäuser/Reihenhäuser, die als Bremer Häuser bekannt sind. Sie wurden um 1880 bis 1930 gebaut. Viele Straßen sind nach Philosophen benannt, daher wird der Bereich auch oft Philosophenviertel genannt.
Die heutige Friedrich-Ebert-Straße entstand erst um 1914, die dortigen Grundstücke waren vorher unbebaut. Selbst auf einem Plan von 1927 war dieser Bereich noch als Grünland dargestellt, die im Süden dieser Straße vorherrschende, für Bremen untypische Bebauung mit vier- bis fünfgeschossigen Wohnblocks mit zumeist Klinkerfassaden entstand erst um 1930.

### Gartenstadt Süd
Fläche: 0,45 km², 5.240 Einwohner (11.644 Einwohner je km²)
Die Gartenstadt Süd wurde von 1957 bis 1960, fast zeitgleich mit der Gartenstadt Vahr, durch die GEWOBA um ein großes Neubaugebiet erheblich vergrößert. Die städtebauliche Planung erfolgte durch die Architekten Max Säume und Günther Hafemann, die Grünplanung durch Karlaugust Orf. Die Siedlung zwischen Gastfeldstraße und Neuenlander Straße erhielt Wohngebäude in sachlicher Formensprache und umfasste zunächst 2700 Wohnungen als achtgeschossige Scheibenhochhäuser und zumeist viergeschossige Zeilenbauten. Ein Zentrum entstand nicht. Im Zuge dieses Ausbaus entstanden die im Juni 2008 wieder abgerissene Grund- und Hauptschule an der Gottfried-Menken-Straße sowie die Schule an der Karl-Lerbs-Straße.
Die Silberwarenmanufaktur Koch & Bergfeld am Kirchweg residiert teilweise noch in historischen Gebäuden, die den Zweiten Weltkrieg überstanden haben.

### Buntentor

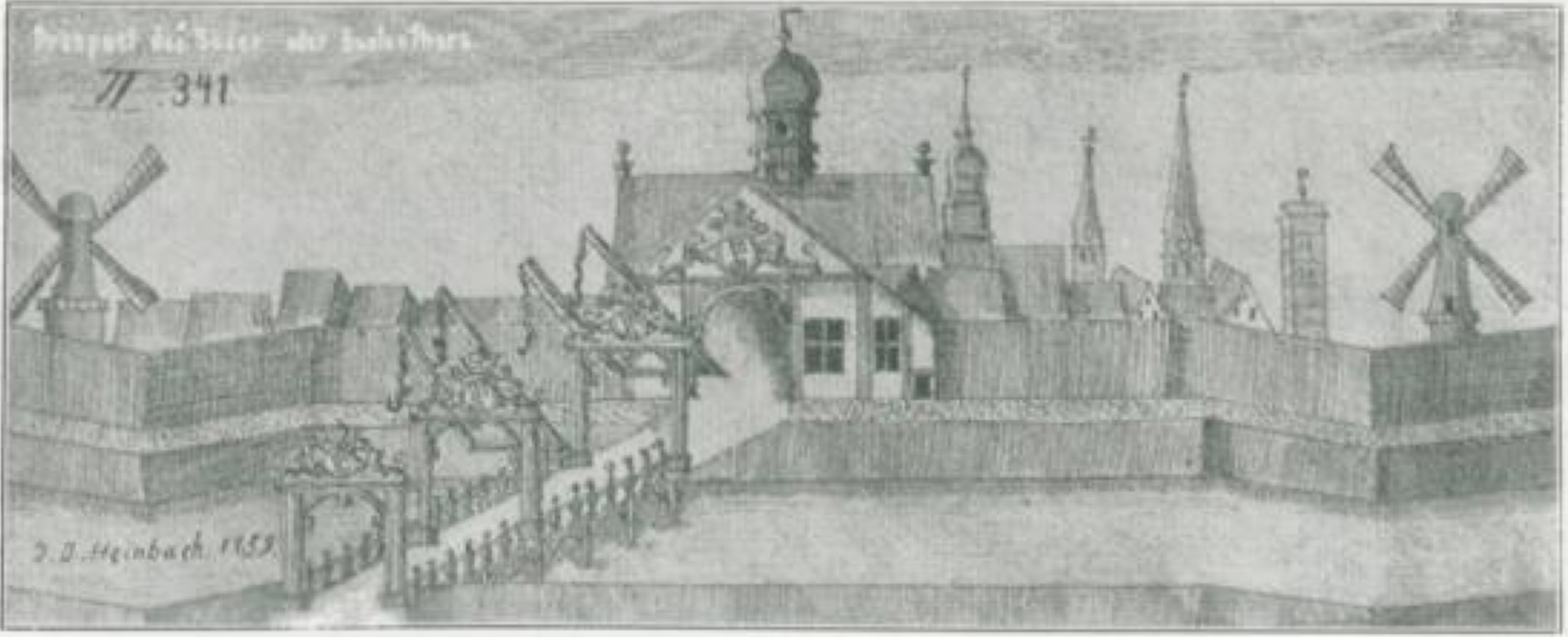
Buntentor 1759, siehe Buntentorsteinweg

Fläche: 0,52 km², 7.092 Einwohner (13.638 Einwohner je km²)
Das Buntentor ist ein Stadtviertel entlang der Kleinen Weser, das durch die drei Parallelstraßen Buntentorsteinweg, Kornstraße und Gastfeldstraße erschlossen wird. Die Straßenbahnlinie 4 fährt durch den Buntentorsteinweg. Durch die Gastfeldstraße fuhr bis 1967 die Straßenbahnlinie 6, die am Kirchweg begann und zur Hemmstraße in Findorff führte. Sie wurde durch die Buslinie 26 (heute 26/27) ersetzt.  Auf einem ehemaligen Gewerbegelände befindet sich die Städtische Galerie Buntentor, ein Zentrum für die Förderung aktueller Kunst. Am Buntentorsteinweg befindet sich außerdem das Schnürschuh Theater, das vor allem als Kinder- und Jugendtheater bekannt ist. An der Ecke Kirchweg / Hardenbergstraße ist 2001 auf einem ehemaligen Gelände der Coca-Cola-Produktion der Beginenhof als Wohnprojekt für Frauen nach Plänen von Alexandra Czerne und Thalen Consult gebaut worden.

### Neuenland

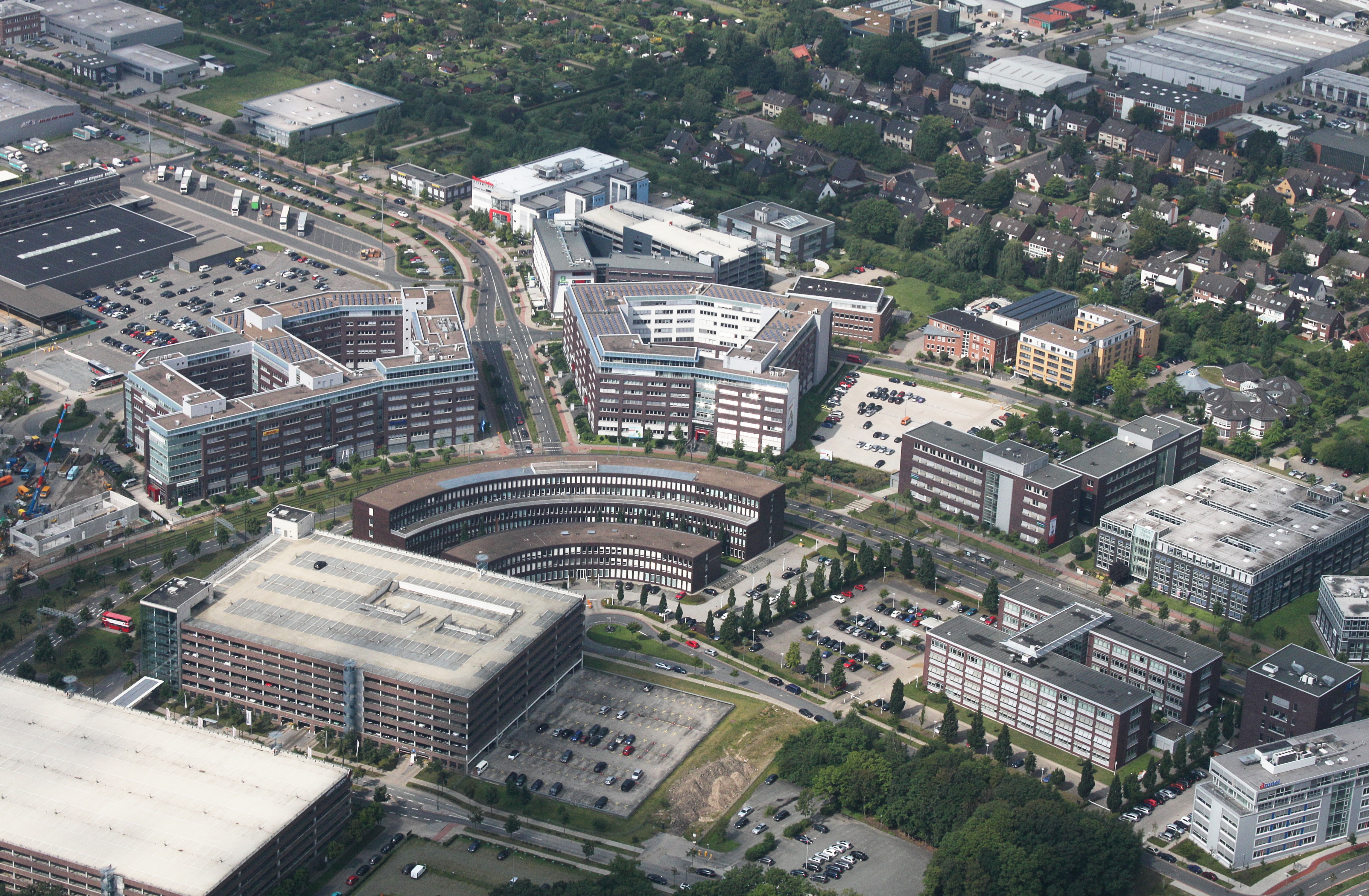
Flughafenallee

Fläche: 5,78 km², 1.495 Einwohner (258 Einwohner je km²)
Dieser Ortsteil besteht im Wesentlichen aus einem als Airportstadt bezeichneten Gebiet an der Flughafenallee, welches Standort des Flughafens Bremen, dem Bremen Airport Hans Koschnick ist. Außerdem beherbergt der Ortsteil den zweitgrößten Airbus-Standort in Deutschland sowie die Zentrale von Airbus Defence and Space für den Bereich der bemannten Raumfahrt.
Erschlossen wird er durch die Neuenlander Straße und die 2008 größtenteils als Hochstraße erbaute Bundesautobahn 281 mit der Abfahrt Airportstadt.
Die Airportstadt-Ost ist Standort der Luft- und Raumfahrtindustrie und wird durch die hier endende Straßenbahnlinie 6 erschlossen. Die Hauptstraße wird Airbusallee heißen und die anderen neuen Straßen werden nach Flugpionieren benannt.
Der Flughafen, Verwaltungsgebäude und logistiknahe Unternehmen befinden sich in der Airportstadt-Mitte. In diesem Gebiet war früher der Großmarkt, der sich heute in der Überseestadt befindet.
In der Airportstadt-West befinden sich die Kaffeerösterei Melitta, ehemals Carl Ronning, sowie um die Bochumer Straße noch Wohnbebauung. Außerdem ist hier der Sitz der Bremer Straßenbahn AG.
An der Hanna-Kunath-Straße befindet sich das Briefzentrum der Deutschen Post AG.

### Huckelriede

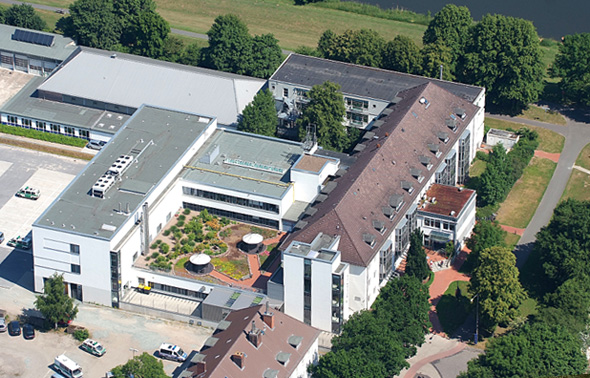
Roland-Klinik

Fläche: 5,53 km², 8.552 Einwohner (1.546 Einwohner je km²)
Huckelriede ist südlich der Kornstraße durch eine alte Bausubstanz geprägt.
Am Niedersachsendamm befinden sich die Gebäude der Roland-Klinik von 1948 und der Bereitschaftspolizei Bremen sowie die von der Bundeswehr genutzte Scharnhorst-Kaserne.
Der Ortsteil Huckelriede ist überregional durch das Gladbecker Geiseldrama vom Sommer 1988 bekannt geworden. Im August 1988 wurde auf dem dortigen Busbahnhof der Linienbus 53 von Geiselnehmern gekidnappt. Im weiteren Verlauf der Tat kamen drei Menschen ums Leben. Zur Erinnerung wurde im März 2019 auf dem Grünstreifen des Busbahnhofs Huckelriede eine Stele mit dem Namen der Opfer Silke Bischoff, Emanuele De Giorgi und Ingo Hagen aufgestellt.

## Geschichte

### Namen
- Neustadt: Im 17. Jahrhundert wurde auf der linken Weserseite um die heutige Alte Neustadt die Festungsanlage ausgebaut. Das Gebiet wurde planmäßig erschlossen. In Ergänzung zur Altstadt entstand eine Neustadt.
- Huckelriede wurde 1489 als Huckelryde erwähnt. Der Name setzt sich zusammen aus höckerig und riede, also huckelige, sumpfige Niederung.
- Buntentor und Hohentor kommen von den beiden früheren Stadttoren Bunte Tor und Hohe Tor.
- Neuenlande war die Bezeichnung für eine neu erschlossene Geländeflur und das dortige Straßendorf aus dem 13. Jahrhundert.
- Gartenstadt Süd ist ein begrünter Ortsteil, der nach dem Zweiten Weltkrieg entsprechend englischen und deutschen Vorbildern als Gartenstadt konzipiert wurde.

### Mittelalter bis 1800

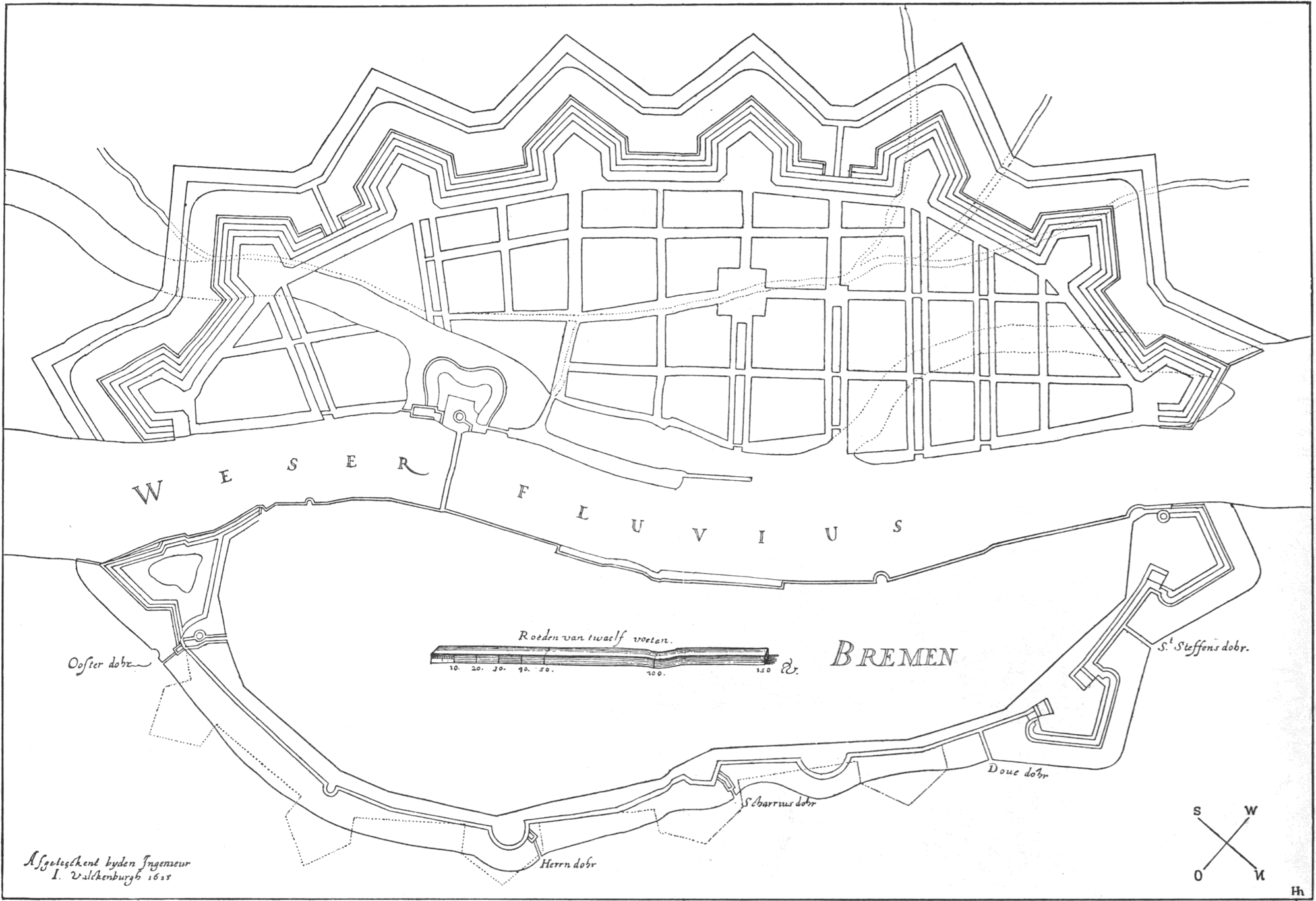
Johan Valckenburghs Entwurf 1625

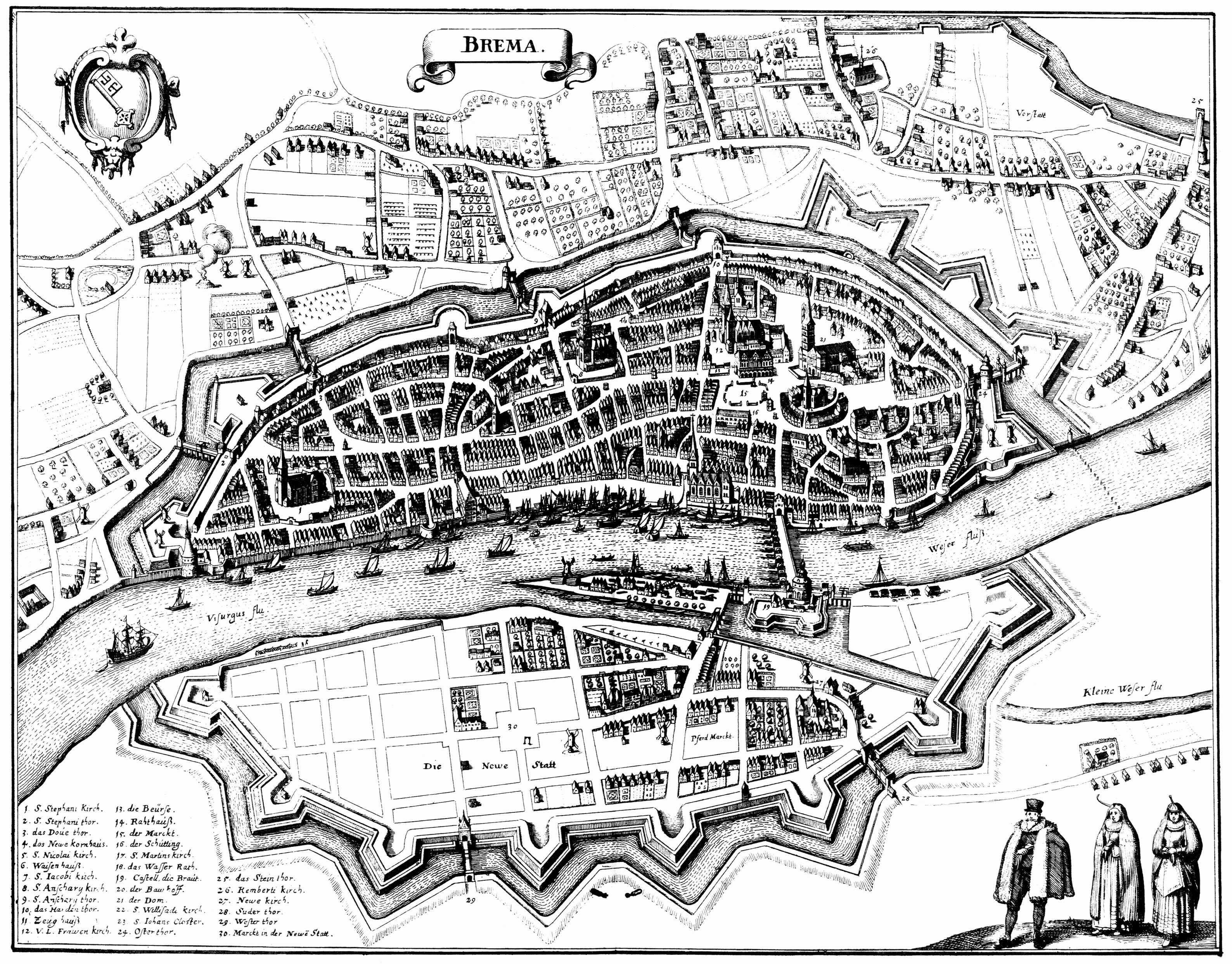
Merian: Bremen 1641

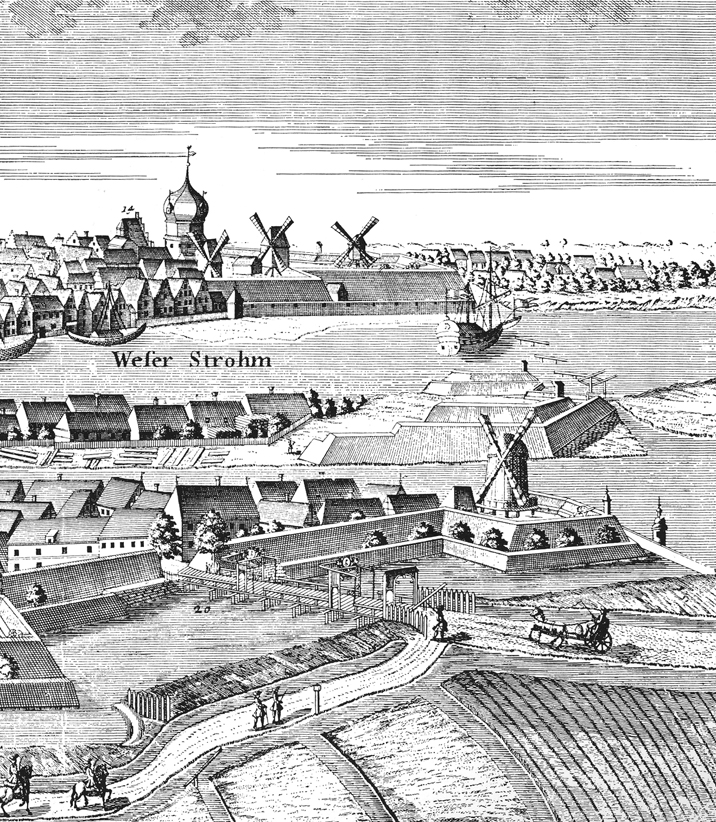
Bastionen 1729, vorne Buntentor, Blick zum Ostertor

Im 9. Jahrhundert fand ein Dorf mit dem Namen Ledense Erwähnung, das auf dem Gebiet der späteren Neustadt lag und im 17. Jahrhundert rund 100 Einwohner hatte. Eine erste Weserbrücke an der Stelle der heutigen Wilhelm-Kaisen-Brücke wurde 1244 genannt. Als Süderort wurde das Gebiet am linken Weserufer südlich der Altstadt bezeichnet. 1303 fand eine vorgelagerte Insel als Herrn Alands Werder Erwähnung. Sie gehörte dann dem Fischeramt und war Anlegestelle und Trockenplatz für die Fischer mit der Bezeichnung Fischerschlachte.
Das Gebiet der Neustadt war teils im Besitz des Erzstifts Bremen und der Grafschaft Hoya. Eine kleine Wallbefestigung, der Borchwall oder 1303 Borgwall, gab es schon im 14. Jahrhundert.
1201 verlieh Erzbischof Hartwig II. ein Privileg zu Kolonisierung für ein Gebiet, das als Nielandt (1284: Nyenlande) erstmals 1207 im Bremischen Urkundenbuch erwähnt wurde. Danach entstand ein Weg, der später zur Neuenlander Straße wurde.
1489 wurden die Bürger verpflichtet, die Huckelryde als Straße zu finanzieren und 1563/64 konnte dann die neue Heerstraße gepflastert werden als Verbindung zur Straße Am Steinwege, heute Buntentorsteinweg.

#### Befestigungssystems
1522 wurde zwischen der Kleinen und der Großen Weser vor der Weserbrücke eine Wallbastion gebaut mit einem Zwingturm. Der Wehrturm Herrlichkeitzwinger oder auch Braut genannt fand später als Pulverturm eine Nutzung.
Die Bremer Stadtbefestigung entsprach im 17. Jahrhundert nicht mehr den neuesten wehrtechnischen Bedingungen. Der Bereich der Schlachte, jenseits der Neustadt, war unbefestigt, also eine Schwachstelle im Befestigungssystem. Für die Belagerungskriege dieser Zeit, mit stärker werdenden Kanonen, war es erforderlich, die Bremer Befestigung vollkommen umzubauen. Es erfolgte ab 1601 ein Ausbau des Befestigungssystems nach Plänen von Johan van Rijswijck, der sich für eine Befestigungsanlage „mitt sieben Bollwerken“ auf der Neustadtseite aussprach. Erst 1623 – der Dreißigjährige Krieg hatte begonnen – wurden die Anlagen links der Weser auf der Basis der Pläne von Rijswijck und Johan van Valckenburgh in Angriff genommen und 1627 mit zunächst sieben Bastionen vollendet. Dabei wurde ein Weserarm zugeschüttet und der Alands Werder so Teil des linken Weserufers. Es folgte 1664 ein achtes Bollwerk auf dem Tanzwerder, dem heutigen Stadtwerder. In der Neustadt gab es nur zwei Durchlässe von 1630 durch den Wall, das prächtige Hohe Tor und das schmucklose Süder-Tor, später als das Bunte Tor bezeichnet. Die Fuhrleute konnten in den Wirtshäusern am Hohen Tor Wappen von Osnabrück oder Stadt Hannover sowie im Goldenen Löwen am Bunten Tor übernachten. Heute erinnern Hohentorsplatz, Hohentorsstraße, Hohentorskirche sowie der Ortsteil Buntentor und der Buntentorsteinweg an die beiden Tore und die Bastionsstraße an eine der Bastionen.
Die Bremer Neustadt wurde weniger aus Platzbedarf angelegt, vielmehr um Bremen und seinen Hafen ringsherum durch Befestigungsanlagen zu schützen. Diese Befestigungsanlage hatte nur eine Bewährungsprobe zu bestehen, als 1666 schwedische Truppen im Zweiten Bremisch-Schwedischen Krieg die Stadt erfolglos auf der linken Weserseite belagerten.

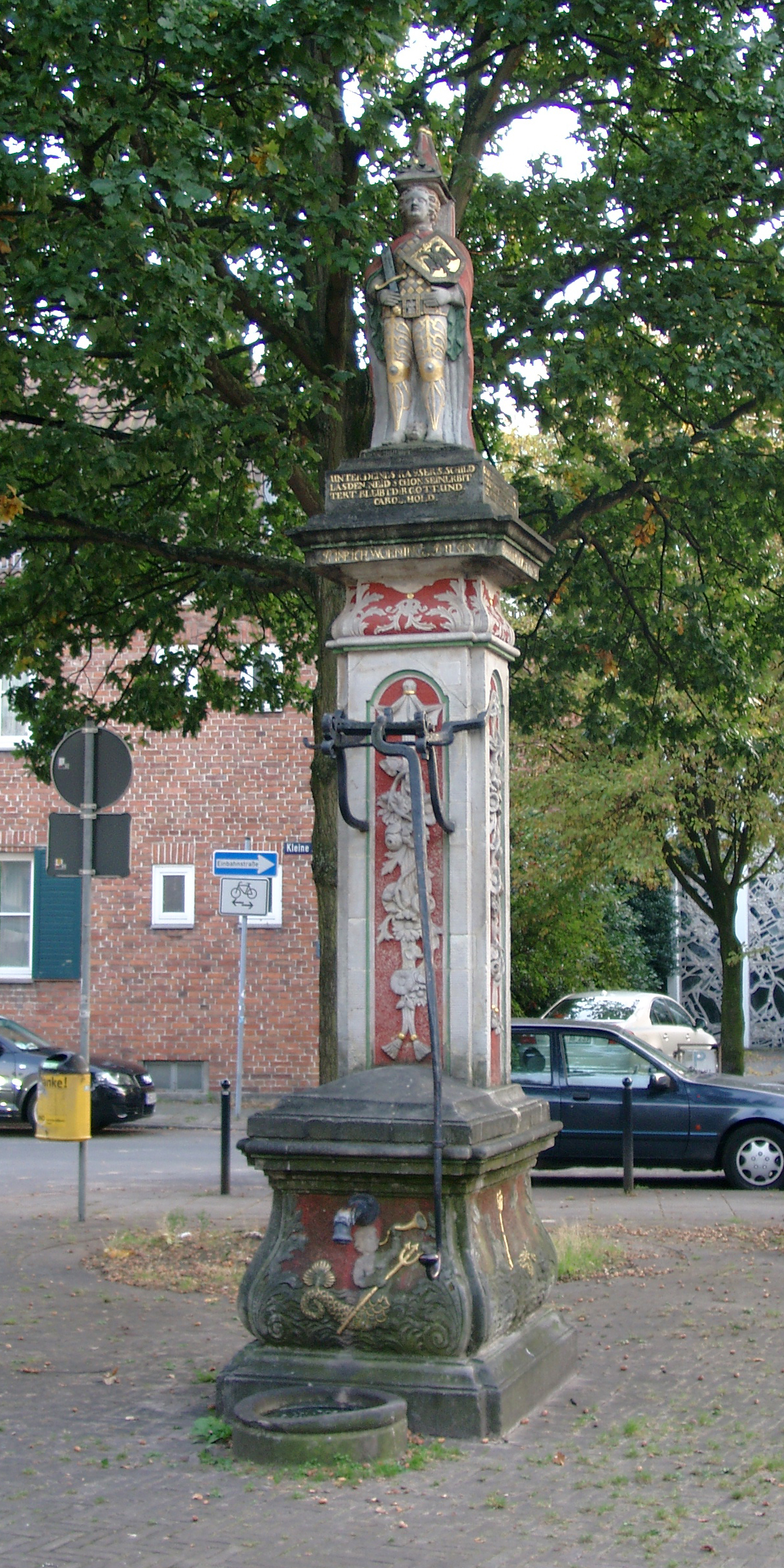
Kleiner Roland oder Rolandbrunnen von 1737

#### Stadtteilentwicklungen
Das Gebiet der heutigen Alten Neustadt war zunächst nur sehr dünn besiedelt. Da die Neustadt nur schleppend besiedelt wurde, erließ der Bremer Rat 1642 Privilegien für die Neustadt, u. a. ein unentgeltliches aber eingeschränktes Bürgerrecht.
Die St.-Pauli-Gemeinde residierte seit 1635 zunächst nur in einem Wohnhaus. 1679/82 erfolgte der Bau der St.-Pauli-Kirche. Schon ab 1640 gab es nahe der Kirche die St.-Pauli-Kirchspielschule. Sie erhielt 1648 ein Schulhaus. Die Besiedlung erfolgte zuerst im Bereich der Oster-, Wester- und Brautstraße. Durch einen Blitzschlag explodierte 1739 der Herrlichkeitzwinger (Braut). Er wurde vollständig zerstört und nicht wieder aufgebaut. Brautstraße und die kleine Brautbrücke erinnern jedoch an den Turm. Noch waren große Gebiete der Alten Neustadt lediglich Gartenland.
1737 entstand das Denkmal Kleiner Roland, auch Rolandbrunnen genannt, vom Bildhauer Theophilus Wilhelm Frese, als selbstbewusster Wunsch nach mehr Bürgerrechten, die die Altstadt ihnen verwehrte.
Um 1760 begann Am Steinwege, dem heutigen Buntentorsteinweg, eine Bebauung für die Zigarrenmacher, Fuhrleute und Arbeiter.

### 1800 bis 1900

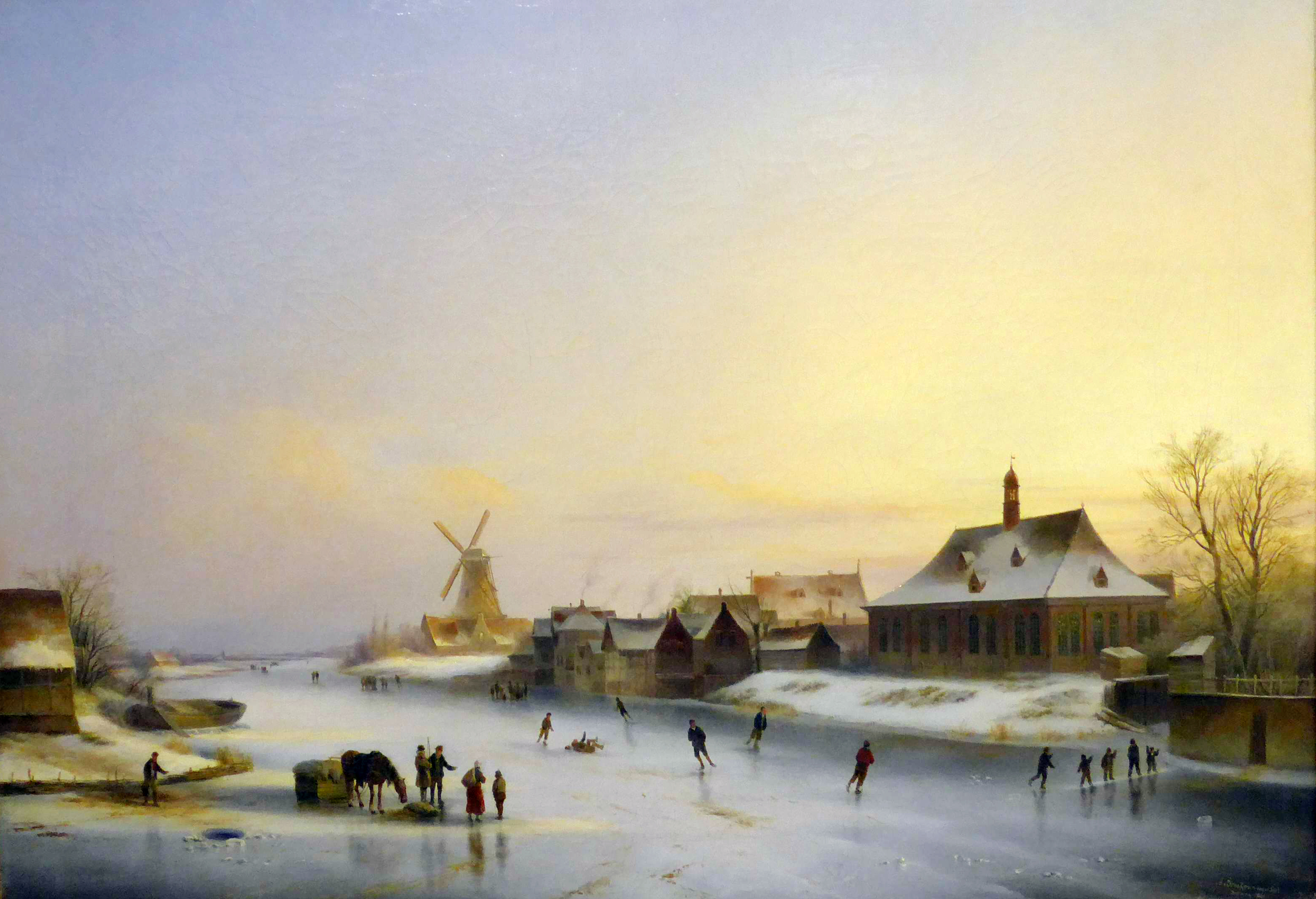
Die St.-Pauli-Kirche an der Kleinen Weser (1841)

Die Befestigungsanlagen waren um 1800 nicht mehr zeitgemäß. Sie wurde ab 1802 abgetragen, und es entstanden vielfach Gemüsegärten. Ab circa 1819 standen neben den zwei Toren jeweils die 1944 zerstörten klassizistischen Säulengebäude als Wacht- und Akzise-Häuser. Das Hohe-Tor wurde 1823 und das Bunte-Tor 1861 abgerissen. 1812 hatte die Neustadt 7.521 Einwohner.
Seit 1814 nahmen auch Neustädter Bürger an den Bürgerconventen teil.
1822 entstand der noch private Buntentorsfriedhof, der 1940 von Bremen übernommen wurde.
Ab Mitte des 19. Jahrhunderts entwickelten sich in der Neustadt Industrieansiedlungen für die Produktion von Kaffee, Bier, Schokolade und Zigarren.
Das Buntentor wurde ein Zigarrenarbeiterviertel. Die Bewohner des Viertels wurden oft respektlos als Geelbeente (gelbbeinige) bezeichnet; vielleicht bedingt durch die gelben Beine, die beim Tabakschmuggeln entstanden oder durch die lehmigen und damit gelblichen Schuhe oder durch die gelben Hosen der Zimmerer und Maurer.
Erst 1863 wurden die Neustädter Bürger rechtlich den Altstadtbürgern gleichgestellt. In der Neustadt wohnten zu dieser Zeit noch überwiegend ärmere, einfachere Bürger. Heinrich Schmidt-Barrien zitiert einen sehr bezeichnenden, alten plattdeutschen Volksreim zu diesem Stadtteil:
Mien Vadder is Zigarrenmaker,

mien Mudder kaut Tabak,

un wenn ji dat nich globen willt,

denn steck ick jo in’n Sack.
Schulen: Die St.-Pauli-Kirchspielschule erhielt 1804 einen Neubau an der Osterstraße. 1857 und 1868 folgten Erweiterungsbauten. 1909 wurde die Schule von Bremen übernommen. Als Nebenschule entstanden die Bulthauptschule am Neustadtswall und 1807 die Schule am Buntentorsteinweg mit den bestehenden Gebäuden von 1861 und 1909.
Die Bulthauptschule befand sich Mitte des 19. Jh. in der Großen Johannisstraße 182, Weserstraße 77 und Westerstraße. 1862 eröffnete unter Leitung von Friedrich Heinrich Bulthaupt die Volksschule am Neustadtswall für 532 Schüler den Unterricht. Schulerweiterungen folgten 1864, 1869, 1887 und 1891. Die Schule ist 1944 zerstört worden.
Am Buntentorsteinweg wurde ab 1807 in einem angekauften Haus unterrichtet. 1825 wurde ein erstes Schulgebäude errichtet und 1862 ein 6-klassiger Neubau für 482 Schüler, der immer wieder erweitert werden musste. Der erhaltene dreigeschossige Neubau stammt von 1909, die Turnhalle von 1890.
Die öffentliche, erhaltene Schule an der Kantstraße entstand 1892 zur Entlastung der vorgenannten Freischulen.
Der Bau der Eisenbahnbrücke erfolgte 1866. Dann folgte 1872 bis 1875 der Bau der Kaiserbrücke an der Stelle der heutigen Bürgermeister-Smidt-Brücke. Ein Wasserwerk – die Umgedrehte Kommode – entstand 1873 auf dem Stadtwerder. 1875 fand die Eingemeindung von Buntentor statt. Der Neustadtsgraben wurde 1891 bis auf die Piepe und dem Hohentorshafen zugeschüttet und stattdessen darauf Grünanlagen, Exerzierplätze und Kasernen angelegt.
Im Jahre 1880 wurde die erste Pferdebahnlinie in der Neustadt eröffnet. Sie fuhr vom Markt über die Große Weserbrücke bis zum Kirchweg, ab 1884 bis Arsterdamm. Die Strecke wurde 1900 elektrifiziert und wird im Wesentlichen von der heutigen Linie 4 befahren. Die erste elektrische Straßenbahn in der Neustadt fuhr jedoch über die Kaiserbrücke. Diese Strecke wurde zwar erst 1887 erbaut, aber bereits 1890 elektrifiziert.
Friedrich Ebert, der spätere Reichspräsident, eröffnete 1894 in der Brautstraße eine Kneipe, die ein Zentrum gewerkschaftlicher und politischer Aktivitäten war.
Das Technikum, die heutige Hochschule Bremen, entwickelte sich zunächst im Schulgebäude an der Kleinen Allee. 1906 konnte das noch bestehende Gebäude an der Langemarckstraße bezogen werden.

### Ab 1900

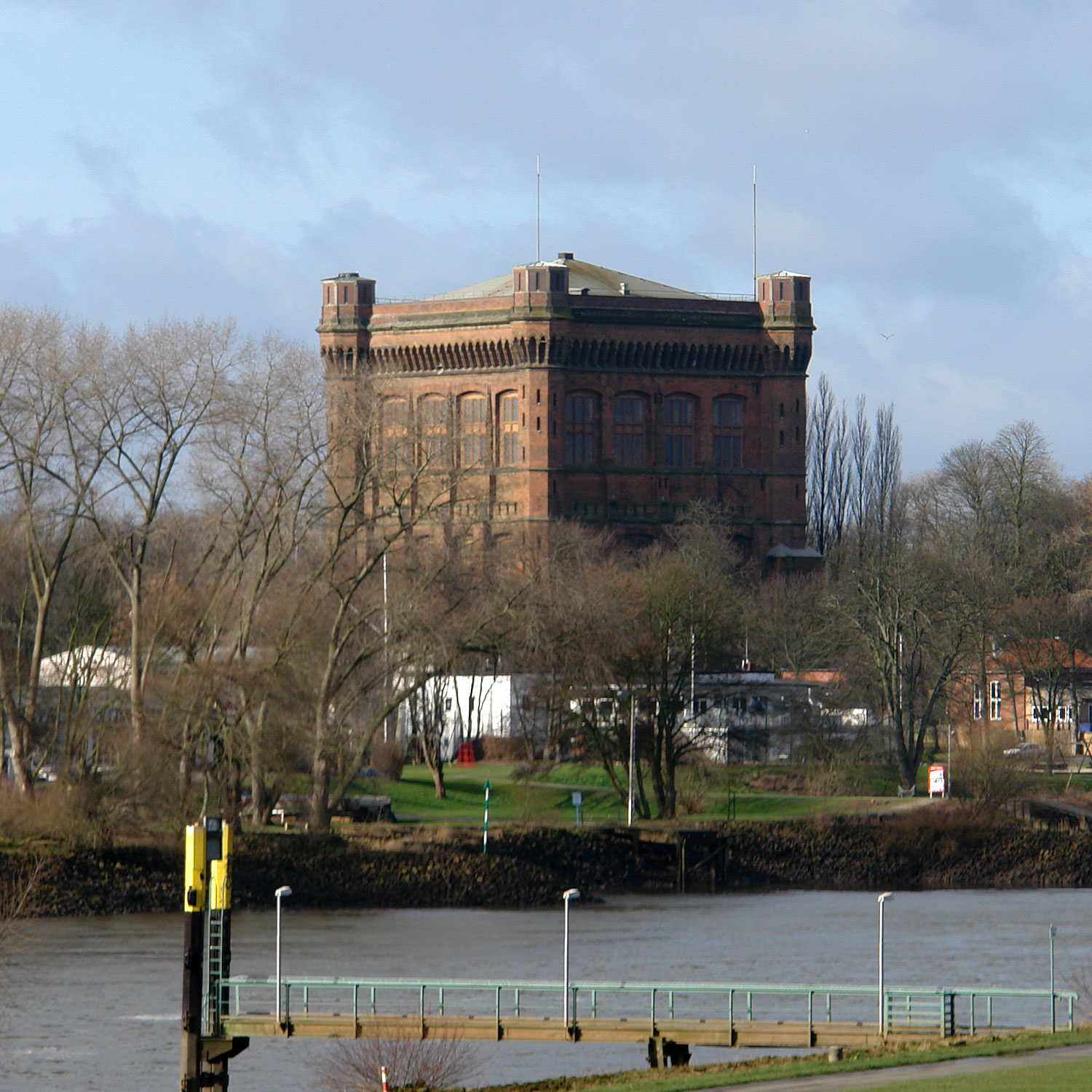
Die umgedrehte Kommode (Wasserturm)

1905 hatte die Neustadt 13.708 und die südliche Vorstadt 28.461 Einwohner. Das Gebiet zwischen Buntentorsteinweg und Woltmershausen wurde mit Reihenhäusern unterschiedlicher Größe für die Kleinbürger und Arbeiter bebaut. Die erhaltene Schule an der Oderstraße wurde 1909 als Volksschule und die Schule an der Mainstraße 1913 als Hilfsschule I (heute Förderzentrum) eingeweiht.
Nach dem Ersten Weltkrieg entstanden auf dem Stadtwerder Kleingärten. Der soziale Wohnungsbau, an der Friedrich-Ebert-Straße und der Kornstraße, minderte bis 1933 die dringendste Wohnungsnot. Das Neuenland wurde 1921 in die Stadt Bremen eingemeindet. Die Industrieansiedlung und der Bau des Flughafens begann. 1923 war die Gründung der Focke-Wulf-Werke auf dem Neuenlander Feld.

#### NS-Zeit
Während der NS-Zeit (siehe auch Bremen zur Zeit des Nationalsozialismus) entwickelt sich das Focke-Wulf-Werk zum Großbetrieb der Rüstungsproduktion.
Der jüdische Metallwarenhändler Heinrich Rosenblum (Thedinghauser Straße) und die Fahrradhändlerin Selma Zwienicki (Hohentorstraße) wurden bei den Novemberpogrome 1938 in der sogenannten Reichskristallnacht von der SA ermordet.
Ab 1935 entstand ein Wohngebiet an der Straße Huckelriede. Das Gebiet wurde danach bald auch Huckelriede genannt. Hier entstanden 1935/36 die Hindenburg-Kasernen. Der Bau der dritten Straßenbrücke erfolgte von 1936 bis 1939 an der Stelle der heutigen Stephanibrücke, die 1944 zerbombt wurde. Die Luftangriffe 1944/45 zerstörten den überwiegenden Teil der Alten Neustadt. Alle weiteren Weserbrücken wurden von der Wehrmacht in den letzten Kriegstagen gesprengt.

#### Wiederaufbau nach 1945
Wie im Bremer Westen begann in der Neustadt in den 1950er Jahren der Wiederaufbau. An der Weser dehnten sich Industrie- und Gewerbebetriebe aus, z. B. Haake-Beck, Beck & Co., Hachez, Jacobs. Ab 1956 erfolgte der Bau der Gartenstadt Süd. In Huckelriede entstand 1949 die private Roland-Klinik, und ab 1952 belegte die Bereitschaftspolizei die daneben liegenden Kasernen.
Der Werdersee – als Flutrinne für die Weser – wurde von 1953 bis 1956 angelegt. Der dabei ausgebaggerte Sand war das Basismaterial für den neuen Friedhof Huckelriede von 1956. Das Gymnasium und Schulzentrum Huckelriede wird in Abschnitten von 1961 bis 1967 gebaut.
Die Focke-Wulf-Werke durften ab 1956 wieder Flugzeuge produzieren. 1961 fusionierten die beiden Bremer Flugzeughersteller Focke-Wulf-Flugzeugbau GmbH und Weser-Flugzeugbau GmbH. Sie gliederten die Raumfahrtabteilungen aus und gründeten die Firma ERNO.
1960 hatte die Neustadt 74.231 Einwohner.
Ab 1999 erfolgte der Umbau des Flughafens Bremen und der Ausbau des Wirtschaftsstandortes Airport City. Durch die Verlegung der Straßenbahnlinie 6 und die Fertigstellung eines Teilstücks der Autobahn 281 im Jahr 2008 wurde das Gebiet besser erschlossen.
Der im Krieg fast vollständig zerstörte Teerhof wurde von 1990 bis 2008/09 mit Wohn- und Geschäftshäusern bebaut. Eine Fußgängerbrücke verbindet seit den 1990er Jahren die Halbinsel mit der Altstadt.

### Einwohnerentwicklung
| Sp. | Orts- bzw. Stadtteil | 1812       | 1862       | 1889       | 1961  | 1975   | 1995   | 2007   |
| --- | -------------------- | ---------- | ---------- | ---------- | ----- | ------ | ------ | ------ |
| 1   | Alte Neustadt        | 7.251      | 12.728     | 23.423     | 5.468 | 5.556  | 5.716  | 6.209  |
| 2   | Hohentor             | in Zeile 1 | in Zeile 1 | in Zeile 1 |       | 5.512  | 4.830  | 4.550  |
| 3   | Ortsteil Neustadt    | in Zeile 1 | in Zeile 1 | in Zeile 1 |       | 8.651  | 7.512  | 7.346  |
| 4   | Südervorstadt        |            |            |            |       | 6.220  | 5.445  | 5.356  |
| 5   | Gartenstadt Süd      |            |            |            |       | 6.401  | 5.135  | 4.836  |
| 6   | Buntentor            |            | 3.155      |            |       | 7.911  | 6.896  | 6.773  |
| 7   | Neuenland            | 103        | in Zeile 6 |            |       | 1.754  | 1.430  | 1.383  |
| 8   | Huckelriede          |            |            |            |       | 7.542  | 6.474  | 6.918  |
| 9   | Stadtteil            | in Zeile 1 | ≈16.000    | ≈28.000    |       | 49.545 | 43.439 | 43.371 |

Durch mehrere neue Gebietseinteilungen besteht keine genaue Folge der Einwohnerentwicklung.
 Angaben ab 1975 als Jahresmittelwerte vom Statistischen Landesamt Bremen

## Politik und Verwaltung

### Beirat
Der Beirat Neustadt tagt regelmäßig und zumeist öffentlich im Ortsamt oder in anderen Einrichtungen wie z. B. Schulen. Der Beirat setzt sich aus den auf Stadtteilebene gewählten Vertretern der politischen Parteien oder Einzelkandidaten zusammen. Die Beiratswahlen finden alle vier Jahre statt, zeitgleich mit den Wahlen zur Bremischen Bürgerschaft. Der Beirat diskutiert über alle Belange des Stadtteils, die von öffentlichem Interesse sind, und fasst hierzu Beschlüsse, die an die Verwaltung, die Landesregierung und die Stadtbürgerschaft weitergeleitet werden. Für seine Arbeit bildet er Fachausschüsse. Dem Beirat stehen für stadtteilbezogene Maßnahmen eigene Haushaltsmittel zur Verfügung.

### Ortsamt
Das Ortsamt Neustadt/Woltmershausen besteht seit 1971 und ist eine örtliche Verwaltungsbehörde. Es unterstützt den Beirat bei seiner politischen Arbeit. Es soll bei allen örtlichen Aufgaben, die von öffentlichen Interesse sind, mitwirken. Bis 2006 gab es eine Meldestelle im Ortsamt, bei der Einwohner im Falle ihres Umzugs zum Beispiel die Eintragung im Ausweis ändern lassen konnten.
Das Ortsamt untersteht einer Leitung, die vom Beirat gewählt und vom Senat bestätigt wird. Ortsamtsleiter ist seit 2022 Uwe Martin.

## Kultur und Sehenswürdigkeiten

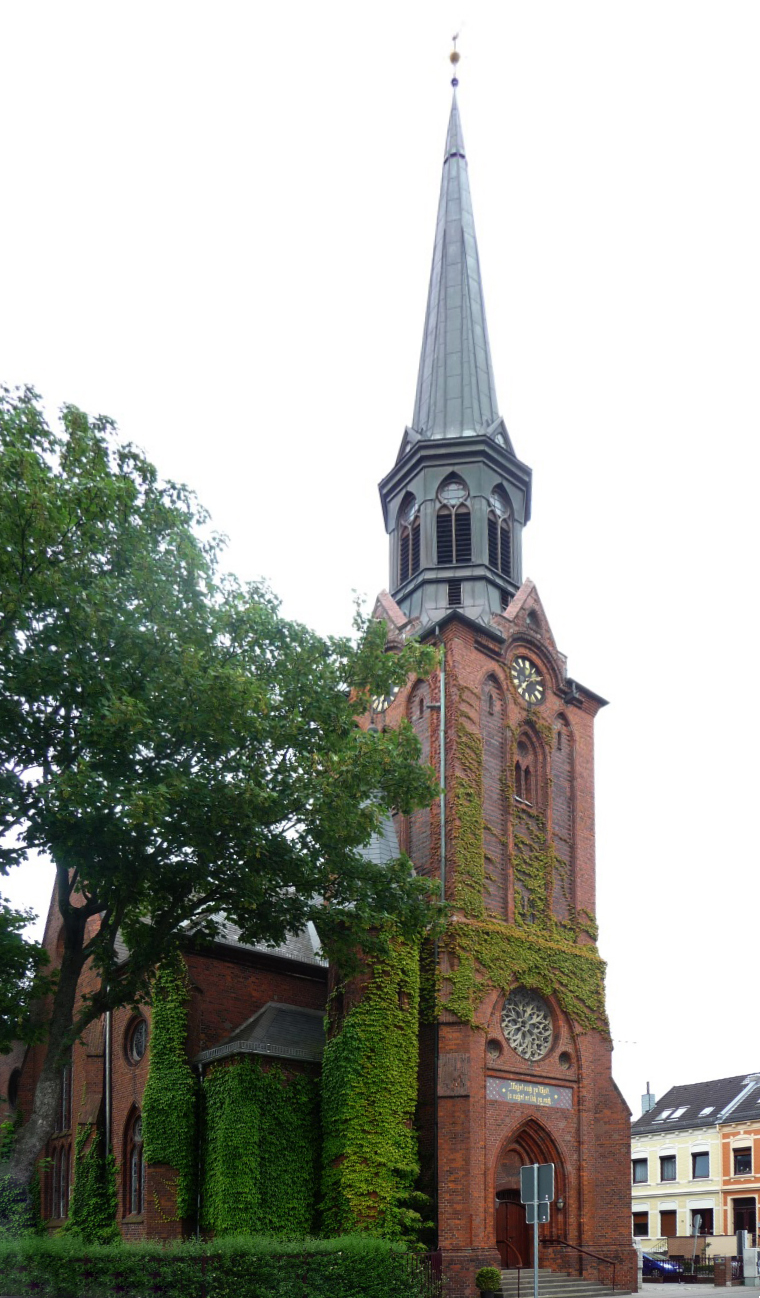
Kirche St. Jakobi

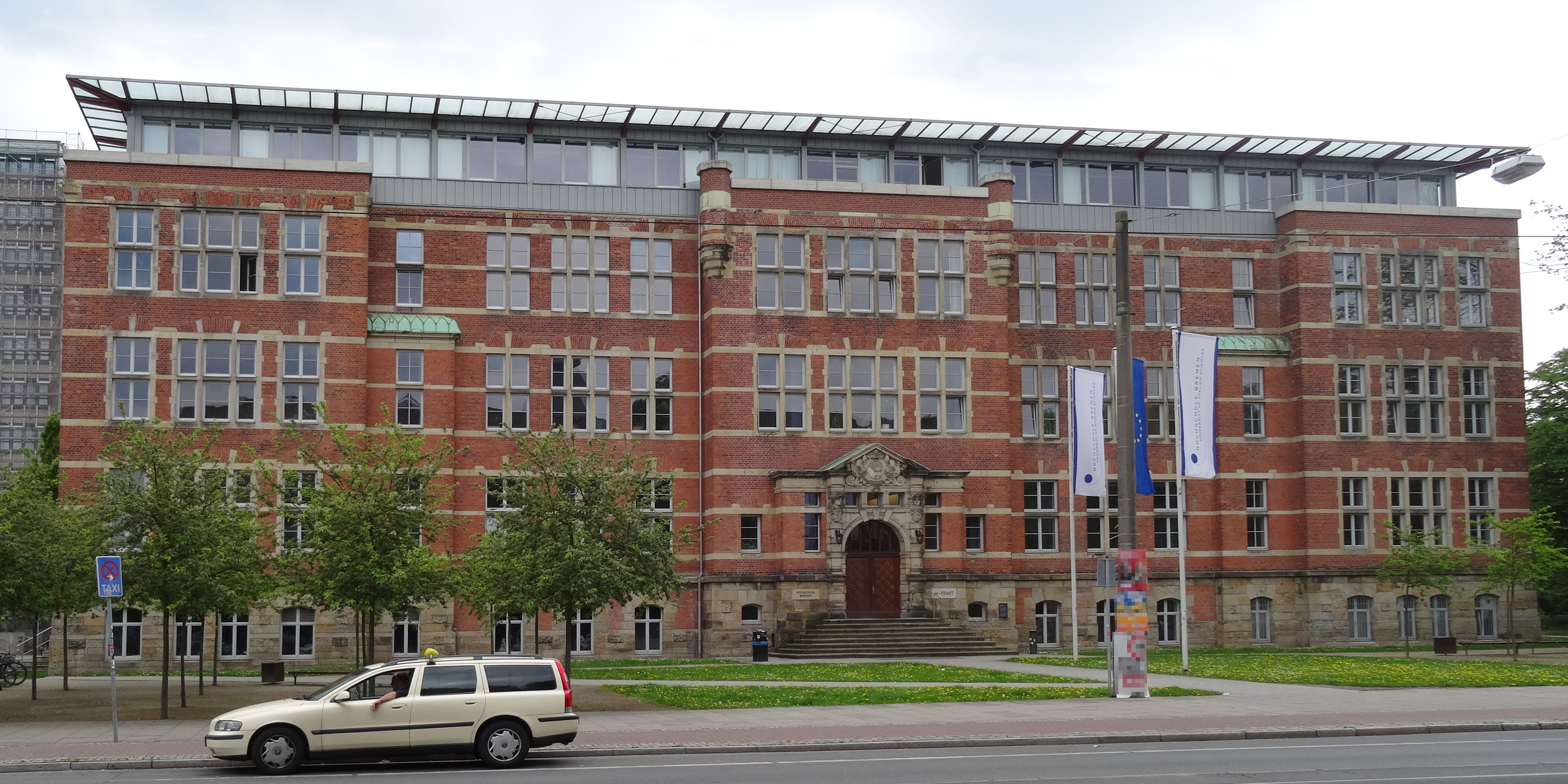
Hochschule Bremen: M-Trakt

### Bauwerke
- Die neugotische evangelische St.-Jakobi-Kirche wurde von 1875 bis 1876 nach Plänen von Johann Rippe gebaut.
Der Turm erreicht inkl. der etwa 1,5 m hohen Wetterfahne eine Höhe von 47,2 m.[Anmerkung 1] Die kleine Kirche hat eine Länge von etwa 25 und eine Breite von etwa 16 m.[Anmerkung 2]
- Das neogotische Wasserwerk von 1873, die sogenannte Umgekehrte Kommode auf dem Stadtwerder
- Der M-Trakt der Hochschule Bremen ist der erhaltene Teil des Gebäudes von 1906 des Bremer Technikums, entstanden nach Plänen von Hugo Wagner.
- Das Ensemble der Häusergruppe Rückertstraße von 1905/07 steht unter Bremer Denkmalschutz.[27]
- Das Wasser- und Schifffahrtsamt, ein Gebäude das die Architekten Kraemer, Sieverts & Partner von 1953 bis 1956 geplant haben.
- Die Hochschule Bremen, Bereich Nautik mit der neuen Sternwarte wurde 1955 bis 1958 nach Plänen von Bernhard Wessel erstellt.
- Die Kaserne IV des Infanterieregiments Bremen, Schulstraße 11, wurde um 1890 gebaut. Sie diente u. a. dem Infanterie-Regiment „Bremen“ (1. Hanseatisches) Nr. 75 und seit 1945 als Polizeirevier bzw. Polizeistation.
- Das Bürohaus an der Wilhelm-Kaisen-Brücke Nr. 4 war der Sitz vom Kataster- und Vermessungsamt und der Wasser- und Schifffahrtsdirektion. Das Bauwerk wurde nach Plänen Friedrich Wilhelm Kraemer 1955 gebaut. Es wird seit 2010 als Veranstaltungs- und Kundenzentrum Kwadrat von der Werkstatt Bremen mit dem Martinshof genutzt.[28]
- Die Altenwohnanlage St. Pauli Stift von 1997 zählt zu den bedeutenden Bremer Bauwerken. Sie steht auf dem Grundstück der alten St. Pauli Kirche.
- Das Bürohaus Teerhof 59 wurde 2009 nach Plänen der Architekten Harm Haslob und Jens Kruse für die Beluga Shipping gebaut und erhielt 2010 den BDA-Preis Bremen.
- Das Bürohaus Herrlichkeit 1, auch Bürohaus Wuppesahl genannt, wurde bis 1998 nach Plänen der Architekten Harm Haslob, Peter Hartlich und Klaus Schütz gebaut.[29]
- Das Wohn- und Geschäftshaus Rheinstraße 6a von 1972/73 nach Plänen von Helmut Rabien wurde mit dem BDA-Preis Bremen 1974 ausgezeichnet.

### Denkmäler und Kunst

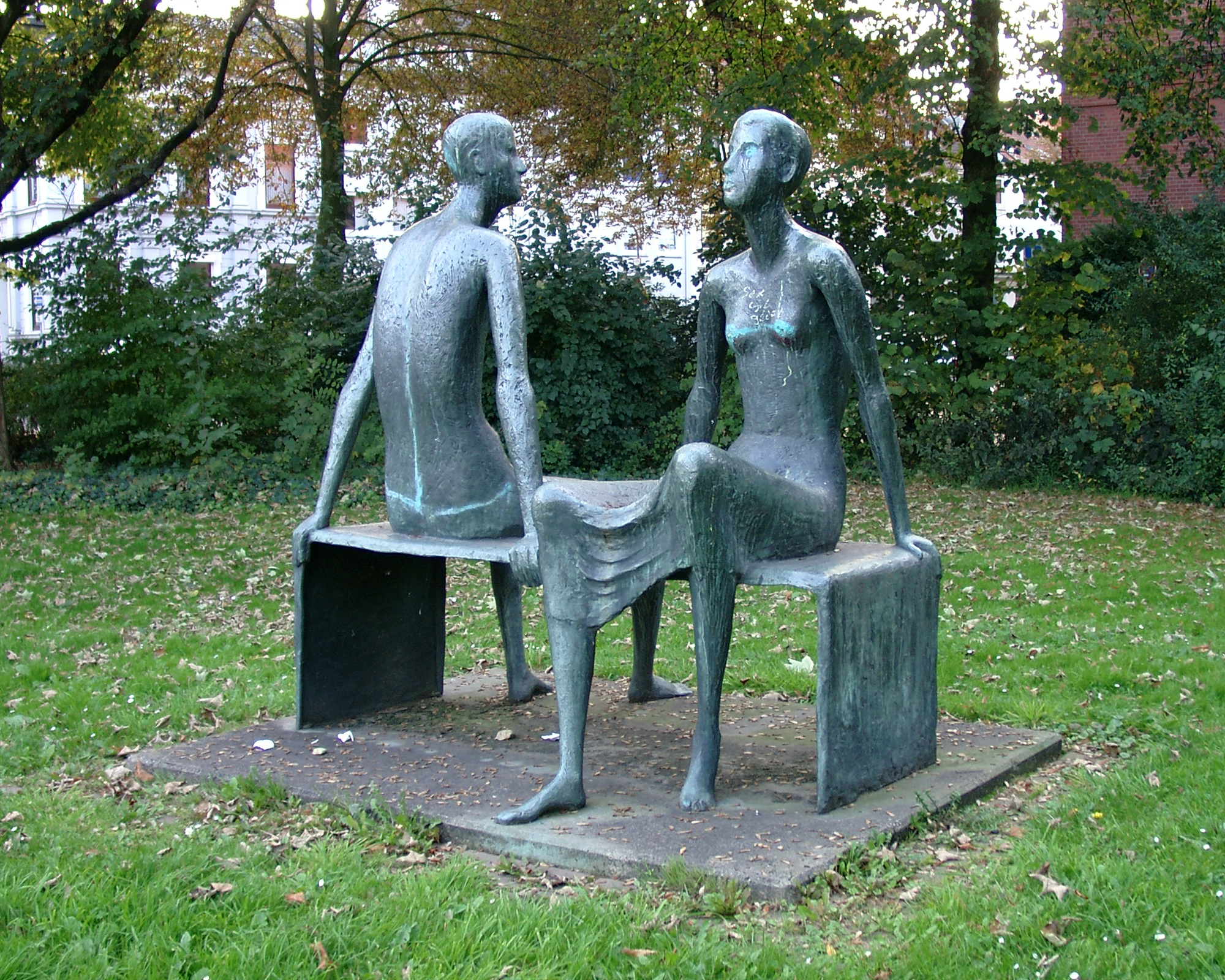
Sitzendes Paar

- Zentaurenbrunnen am Leibnizplatz von August Sommer und Eduard Gildemeister (1890)
- Kleiner Roland, Brunnensäule des Bildhauers Theophilus Wilhelm Frese von 1737 an der Westerstraße am Südende des Neuen Markts
- Justitia von 1823/1973 in den Neustadtswallanlagen im Justitiapark
- Sitzendes Paar der Bildhauerin Alice Peters von 1983 an der Schulstraße Ecke Neustadtscontrescarpe
- Büste von 1986/1987 am Deichschart am Werdersee von Emilia Kaus
- Tide von 1986/1987 am Deichschart am Werdersee von Zygfryd Korpalski
- Tektonikus Mozgas von 1986/1987 am Deichschart am Werdersee von Bocz Gyula
- Mahnmal für die Opfer von Faschismus und Krieg, die in den 200 Lagern rund um Bremen Zwangsarbeit verrichten mussten. Wurde 1985 von der IG Metall-Jugend nahe dem Werdersee errichtet.

### Kultur und Theater

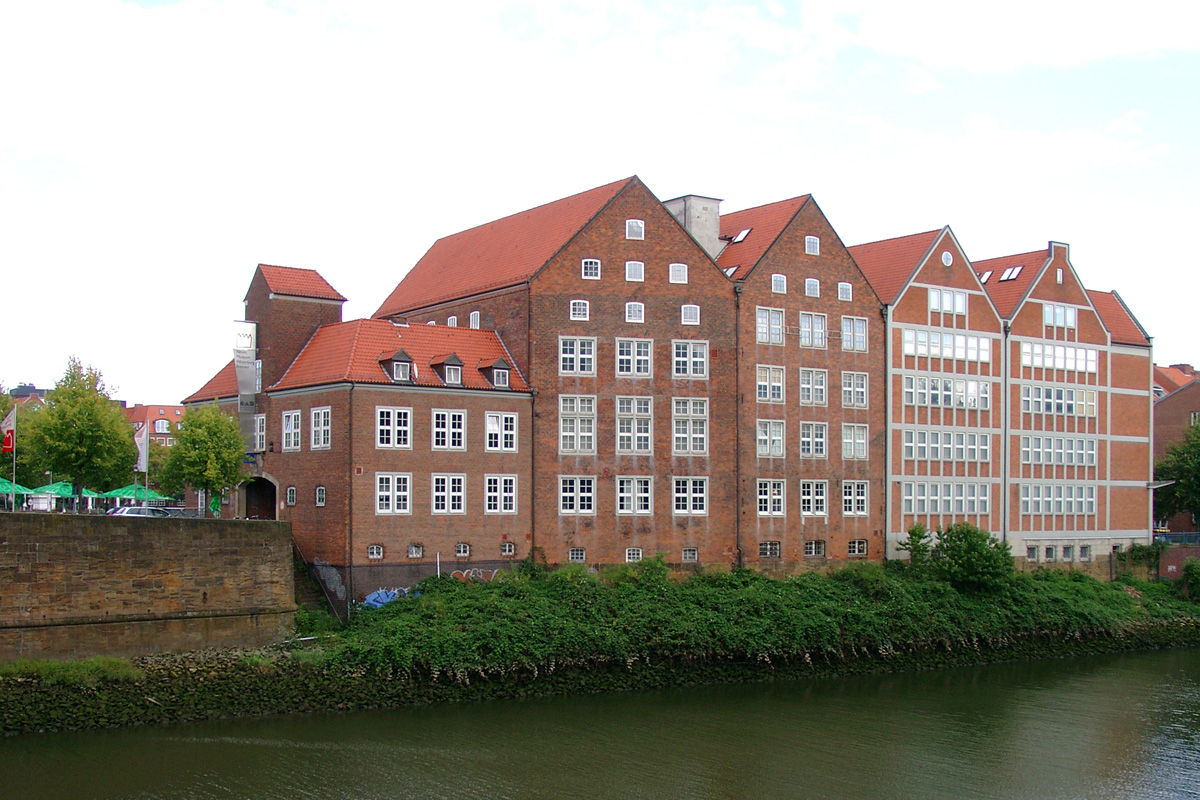
Neues Museum Weserburg Bremen

- Die bremer shakespeare company ist ein Theater am Leibnizplatz.
- Das Neue Museum Weserburg Bremen ist eines der größten Museen für zeitgenössische Kunst in Deutschland.
- Die Bremen Halle ist ein Luft- und Raumfahrtmuseum am Flughafen.
- Das Gastfeld in dem denkmalgeschützten Turmhaus Gastfeldstraße 67 ist eine seit 1911 bestehende Kulturkneipe, die neben Ausstellungen internationaler Fotokünstler und Literaturveranstaltungen insbesondere für ihre ambitionierten Indiepop-Konzerte weithin bekannt ist.
- Die Schwankhalle auf dem Gelände der ehemaligen Remmer Brauerei ist ein Veranstaltungsort und eine öffentliche Fördereinrichtung für Darstellende Künste der Stadt Bremen. Der Um- und Neubau erfolgte 2002 nach Plänen von Manfred Schomers, Rainer Schürmann und Walter Stridde.[30]
- Das Schnürschuh Theater ist ein freies Theater am Buntentorsteinweg, dessen Ensemble seit 1994 an diesem Ort aktiv ist.

### Parks und Grünanlagen
- Die Neustadtswallanlagen entstanden als Park zwischen Neustadtswall und Neustadtscontrescarpe, nachdem im 19. Jahrhundert die nicht mehr erforderlichen Befestigungsanlagen beseitigt wurden (siehe dazu Bremer Stadtbefestigung).
- Der Hohentorspark von 1951/52 in den Neustadtswallanlagen wurde 2012 saniert.
- Die größte Grünzone erstreckt sich an der Weser. Dazu gehören das Werderland zwischen Kleiner Weser, Weser mit dem Werdersee und dem Strandbad, mehreren großen Kleingartengebieten, dem Sportpark am Sportheim/Krähenberg/Kuhhirten, den Deichwegen sowie dem Badestrand an der Weser beim Cafe Sand.
- Der Friedhof Huckelriede ist einer der größten parkähnlichen Friedhofsanlagen in Bremen. Durch die Ausbaggerung für den Werdersee von 1953 entstand 1954 die 27,1 ha große, aufgehöhte Fläche des Park- und Rasenfriedhofs. Die Feierhalle mit dem Krematorium stammt von 1969 von Architekt Gerhard Müller-Menckens.[31]
- Der Buntentorsfriedhof ist ein älterer, kleiner Friedhof mit 3,2 ha Fläche.
- Die Kleingartenparks an der Grollander Ochtum und in Huckelriede
- Der Park links der Weser an der Ochtum in Huchting ist ebenfalls ein Erholungsgebiet nahe der Neustadt.

## Öffentliche Einrichtungen

### Allgemein
- Das Ortsamt Neustadt/Woltmershausen, Neustadtscontrescarpe 44
- Das Polizeirevier Neustadt, Schulstraße 11, umgezogen zur Flughafenallee
- Feuerwehr Bremen, Feuerwache 4, Woltmershauser Allee
- Freiwillige Feuerwehr Bremen Neustadt, Seesenthom 4 (Huckelriede)ffneustadt.de
- Militärgeschichtliche Sammlung Bremen in der Scharnhorst-charnhorst-Kaserne, Niedersachsendamm 67/69

### Schulen

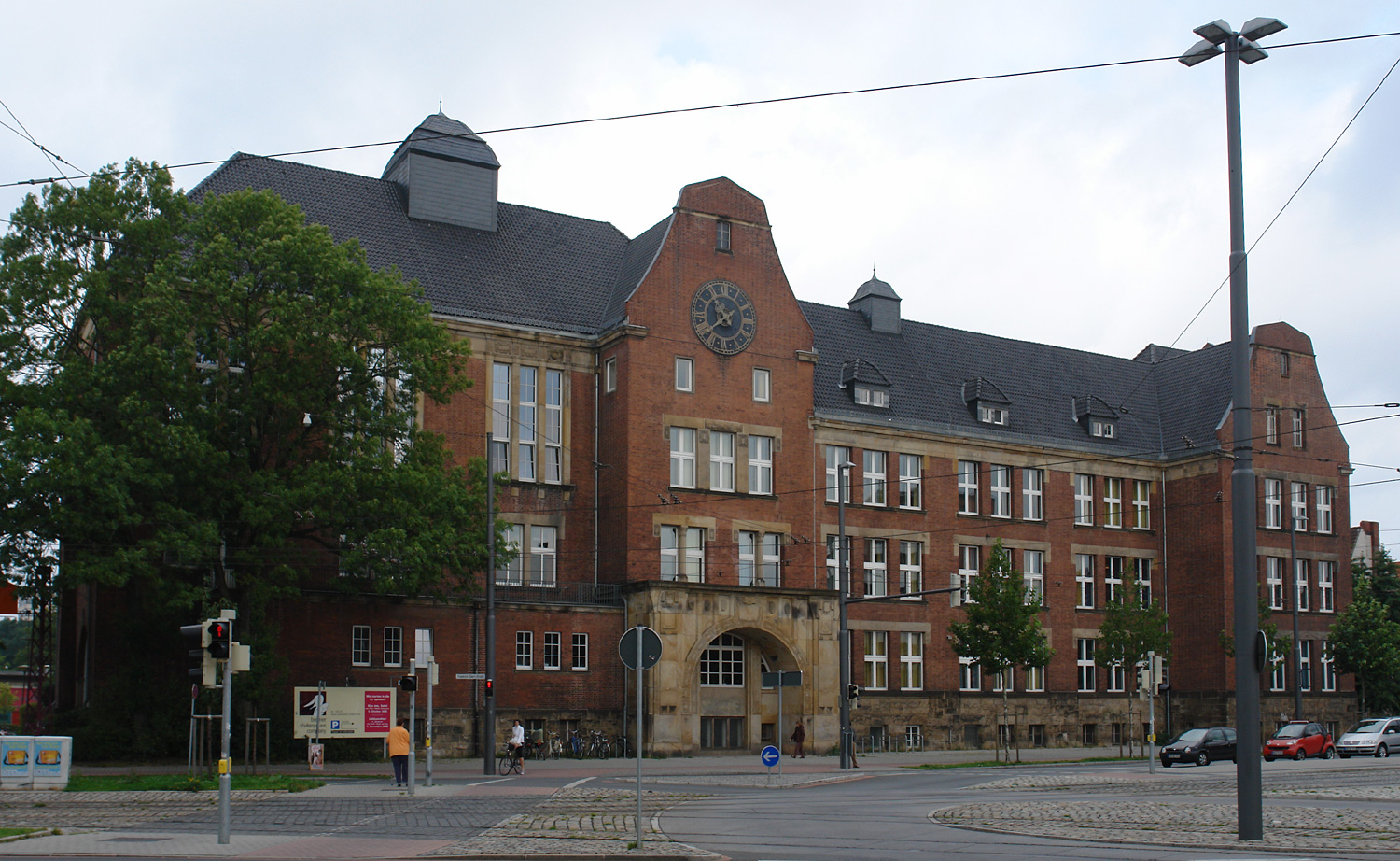
Schule am Leibnizplatz

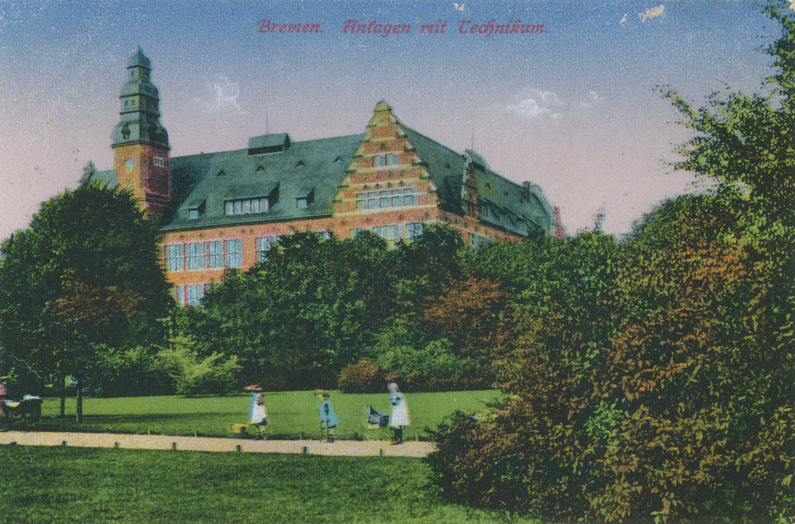
Bremer Technikum vor 1917, heute: umgebauter M-Trakt der Hochschule Bremen am Neustadtswall

- Schule an der Mainstraße, ein Förderzentrum.
- Grundschule an der Karl-Lerbs-Straße, Ganztagsschule
- Grundschule an der Kantstraße
- Grundschule und Ganztagsschule am Buntentorsteinweg
- Grundschule an der Oderstraße
- Wilhelm-Kaisen-Oberschule, ein Schulzentrum der Sekundarstufe I als Ganztagsschule in Huckelriede an der Valckenburghstraße 1/3.
- Schulzentrum Neustadt, Delmestraße, eine Schule des Sekundarbereichs II als Berufliche Schule/Berufsschule für Hauswirtschaft/Sozialpädagogik sowie eine Fachschule für Sozialpädagogik
- Oberschule am Leibnizplatz ist eine Gesamt- und Ganztagsschule mit Gymnasium, Sekundarstufe II und Fachschule. Sie wurde 1909 als Realschule gebaut, wurde 1926 Oberrealschule, war nach 1945 Gymnasium und ab 1991 Schulzentrum und Integrierte Stadtteilschule.
- Bremer Krankenpflegeschule der freigemeinnützigen Krankenhäuser eV am Roten Kreuz Krankenhaus, St.-Pauli-Deich 25.
- vhs Süd, Zweigstelle der Bremer Volkshochschule, in Kattenturm, Theodor-Billroth-Straße 5
- Hochschule Bremen mit Standorten am Neustadtswall, an der Werderstraße 73, an der Süderstraße und beim Flughafen Bremen
- Bremen Business School, Hermann-Köhl-Straße, eine Privatschule für Berufstätige zur akademischen Weiterqualifizierung

Ehemalige Schule
- Die Schule an der Kornstraße, Kornstraße Ecke Claudiusstraße bestand von 1914 bis 2005.

### Soziales
In der Neustadt befindet sich eine Vielzahl sozialer Einrichtungen
- Ungefähr 20 Kindergärten
- Circa 10 Einrichtungen der Jugendarbeit unter anderem:
  - Jugendfreizeitheim Buntentor, Geschwornenweg 11a
  - Jugendfreizeitheim Neustadt, Thedinghauser Straße 115b
  - Lidice-Haus als Jugendbildungsstätte, Weg zum Krähenberg 33a auf dem Stadtwerder, trägt den Namen zur Erinnerung an die in der NS-Gewaltherrschaft von der SS zerstörte tschechische Ortschaft Lidice
  - Initiative KidZ-Kreativ in die Zukunft, Valckenburghstraße 39 in Huckelriede
- AWO-Dienstleistungszentrum Neustadt, Lahnstr. 65 in der Neustadt
- Als Altentagesstätten und Altenheime
  - Haus in der Neustadt der Bremer Heimstiftung, Hermannstr. 37
  - Begegnungsstätte Mainstraße 46 in der Neustadt
  - Alfred-Horn-Haus, Westerstraße 19–31 in der Alten Neustadt
  - Caritas-Altenzentrum St. Michael, Kornstraße 383 in Buntentor von 1977 von Architekt Veit Heckrott.[32]
  - Haus Kleine Weser, Heinrich-Bierbaum-Straße 9 in der Alten Neustadt
- Tagesstätte Süd mit dem Klamottencafé, Langemarckstraße 206 in der Neustadt
- Behinderteneinrichtungen:
  - Werkstatt Bremen, Hoffmannstraße 11 in Buntentor
  - Martinsclub Bremen, Buntentorsteinweg 24/26
  - Betreute Wohnen Buntentorsteinweg 590
  - Bundesverband Kleinwüchsige Menschen und ihre Familien (BKMF), Leinestraße 2 in der Neustadt
- Sowie Gesprächskreise, Gesundheitsberatung, Männergruppen, Nachbarschaftshilfen, Selbsthilfegruppen, Krankenhaussozialdienste, Suchthilfen etc.
- Förderverein der Freiwilligen Feuerwehr Bremen-Neustadt, Seesenthom 4 in Huckelriede

### Kirchen
- Vereinigte Evangelische Gemeinde Bremen-Neustadt ab 2009 bestehend aus
  - der evangelischen Matthias-Claudius-Kirche, Wilhelm-Raabe-Str. 1/2 im Ortsteil Gartenstadt Süd von 1966 von Architekt Jan Noltenius;[33] die Entwidmung als Kirche erfolgte 2009, das Gebäude wurde ein Mehrgenerationenhaus.
  - der evangelischen St.-Pauli-Kirche von 1635, Große Krankenstraße 11, mit der Kirche am Neuen Markt im Ortsteil Alte Neustadt von 1967 von Architekt Jan Noltenius;[34]
  - der evangelischen Zionskirche, Kornstraße 31 im Ortsteil Südervorstadt mit der Kirche von 1956 von Architekt Carsten Schröck.[35]
- Die evangelische neugotische St.-Jakobi-Kirche von 1876 am Kirchweg 57 im Ortsteil Buntentor.
- Die evangelische Hohentorskirche, Hohentorsheerstraße 21 entstand 1965 nach Plänen von Friedrich Schumacher und Claus Hübener an Stelle der kriegszerstörten Kirche von 1932.[36]
- Die Freie Evangelische Ausländerarbeit am Kirchweg 108 im Ortsteil Buntentor
- Die katholische Herz-Jesu-Kirche, Kornstraße 371 im Ortsteil Buntentor, wurde 1935/37 nach Plänen des Architekten Dominikus Böhm errichtet.

### Sport
Anlagen
- Bezirkssportanlage Süd, Huckelriede, Volkmannstraße 10
- Hallenbad Süd (Südbad), Neustadtswall 81, Bauwerk von 1970 nach Plänen von Carl Rotermund und Walter Sommer.[37]

Vereine
- ATS Buntentor, Sedanstraße 47
- BTS Neustadt Bremen, Erlenstraße 85 A
- Bremer Ruder-Club Hansa, Werderstraße 64
- Bremer Ruderverein, Werderstraße 60
- Bremer Sport-Club, Werderstraße 66
- CF Victoria 05 Bremen, Kantstraße 5
- Polizei-Sportverein Bremen, Volkmannstraße 10
- Schwimmverein Bremen von 1910, Strandweg 102
- Segelverein Bremen, Strandweg 1
- Tennisverein Stadtwerder, Huckelrieder Weg 1
- Tennis-Club Schwarz-Weiß, Erlenstraße 85 A

## Wirtschaft und Verkehr

### Wirtschaft

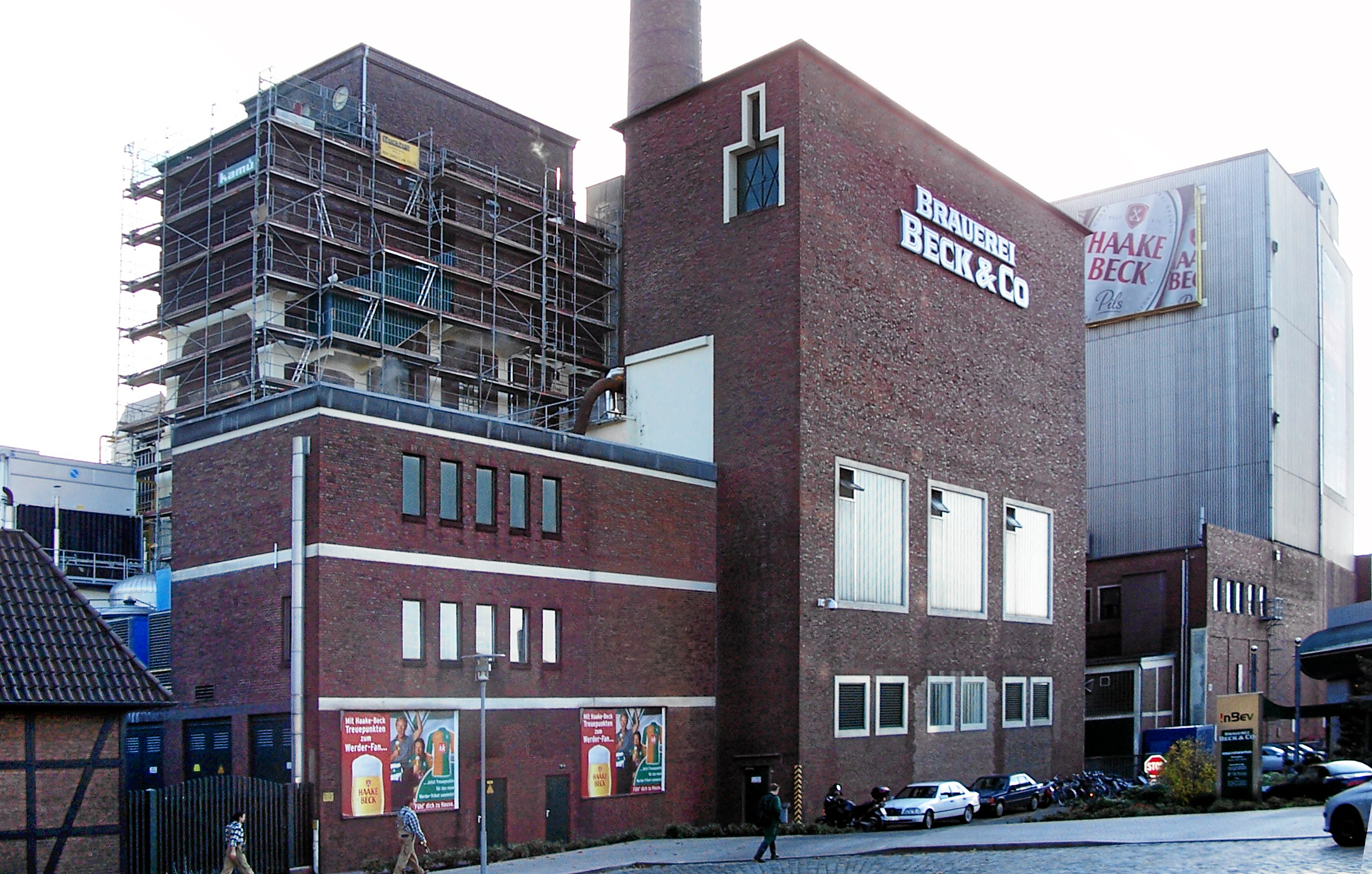
Beck’s Brauerei in der Neustadt

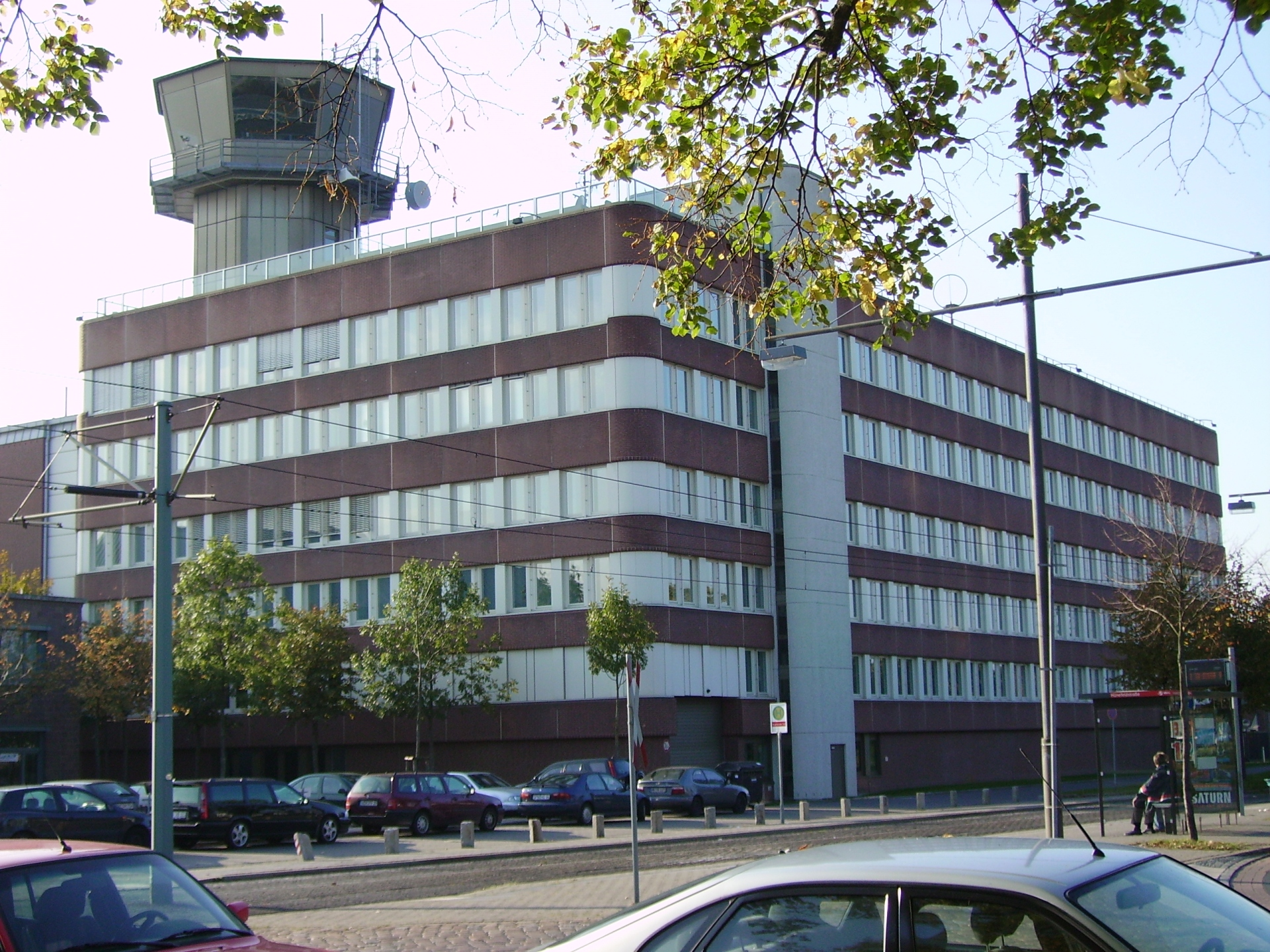
Flughafen Bremen: Gebäude der Deutschen Flugsicherung und Tower

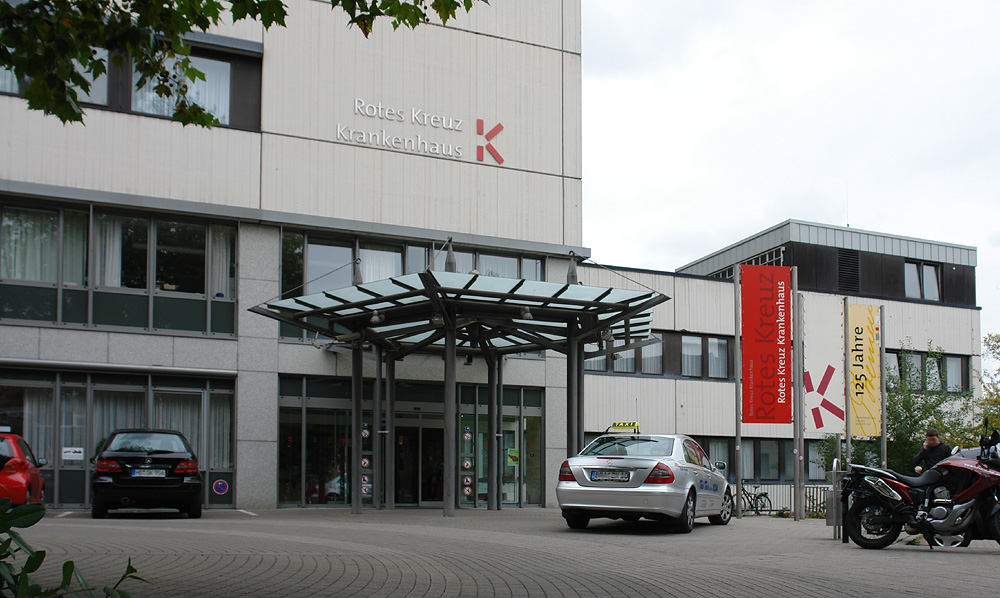
Rotes Kreuz Krankenhaus

Der Ortsteil Alte Neustadt ist zur Weserseite hin geprägt durch Industrie- und Gewerbebetriebe, zu denen die Brauerei Becks und Haake-Beck gehören. Außerdem sind das Zollamt Hohentor und die Unternehmen Hachez und Kraft Foods hier ansässig. Im Ortsteil Neuenland befinden sich der Flughafen Bremen und Werke der Luft- und Raumfahrtindustrie wie Airbus und Airbus Defence and Space (bis Ende 2013: Astrium). Am Flughafen hat sich seit den 1990er Jahren die „Airportstadt“ mit vielen Dienstleistungsunternehmen entwickelt. Zwischen der Bundesstraße 75/Duckwitzstraße und dem Flughafen befindet sich das große Gewerbegebiet Ochtum. Das Gewerbegebiet zwischen Warturmer Damm und Duckwitzstraße ist Standort eines großen Einkaufszentrums. An der Neuenlander Straße (Bundesstraße 6) haben sich u. a. verschiedene Einkaufsmärkte angesiedelt.
Weiterhin sind das Rote-Kreuz-Krankenhaus an der Kleinen Weser, die Roland-Klinik in Huckelriede sowie die Bremer Straßenbahn AG am Flughafendamm größere Arbeitgeber.
Der Stadtteil Neustadt ist ansonsten ein durchmischter Wohnstadtteil mit mehreren Einkaufszonen an der Langemarckstraße, Pappelstraße, Friedrich-Ebert-Straße, Kornstraße und am vorderen Buntentorsteinweg. Viele Dienstleistungs- und kleine Handwerksbetriebe sowie Gaststätten und einige kulturelle Einrichtungen ergänzen das Stadtbild. Die Ortsteile Gartenstadt Süd, Huckelriede und der stadtfernere Bereich vom Buntentor sind Wohnquartiere.
Wochenmärkte bestehen in den Ortsteilen Neustadt (Delmestraße) und Gartenstadt Süd/Buntentor (Gotfried-Menken-Straße).

### Verkehr

#### Eisenbahn

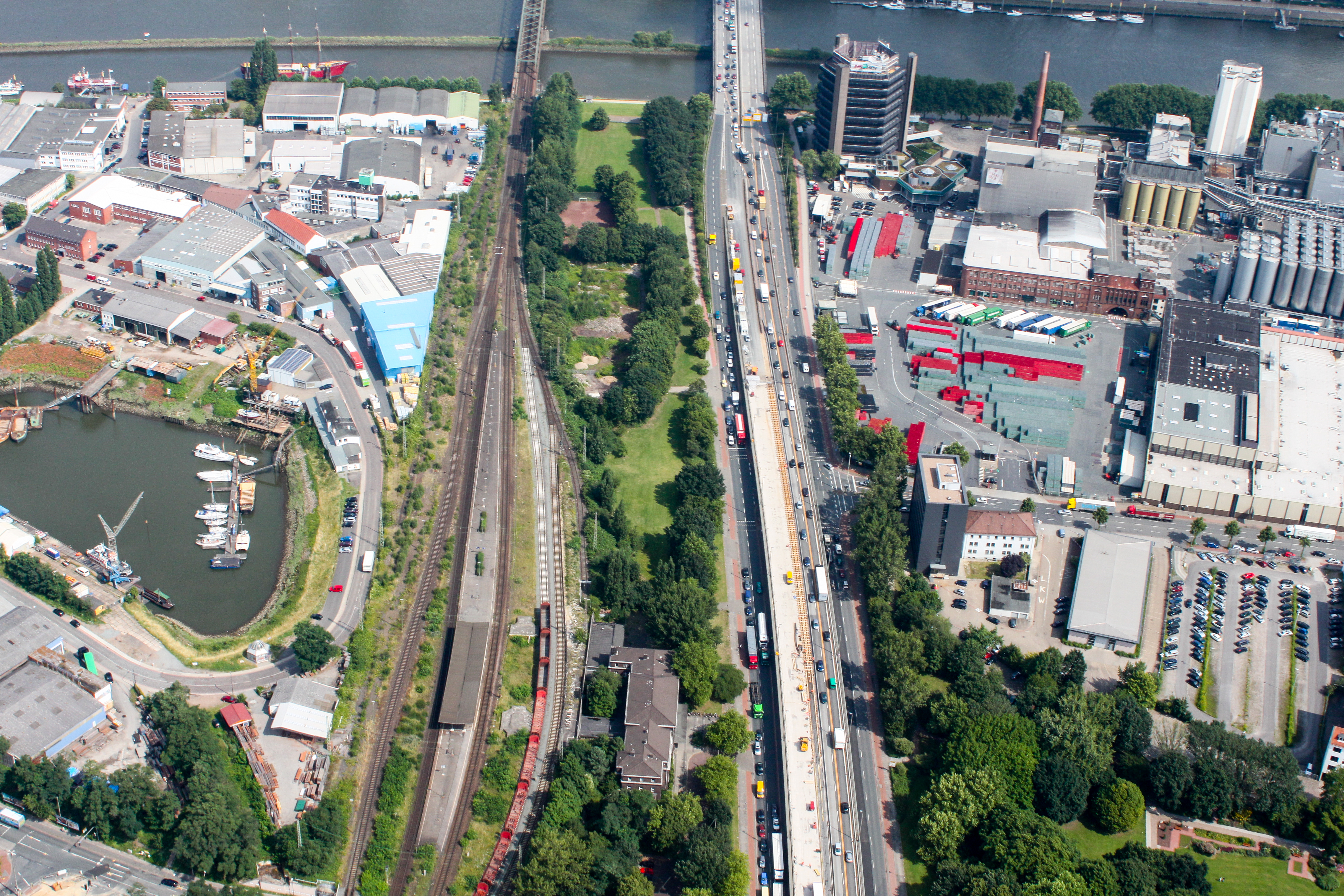
Luftaufnahme des Bahnhofes Bremen-Neustadt

Die Eisenbahnbrücke über die Weser flussab neben der Stephanibrücke ist die letzte Weserquerung für alle Verkehre nach Oldenburg, Wilhelmshaven und Emden.
Der Bahnhof Bremen-Neustadt wird im Personennahverkehr bedient.

#### ÖPNV
Folgende Straßenbahn- und Buslinien der Bremer Straßenbahn AG (BSAG) durchqueren die Neustadt:
- Linie 1: Huchting – Neustadt und Langemarckstraße – Am Brill – Hauptbahnhof – Schwachhausen – Vahr – Osterholz – Weserpark – Bf Mahndorf
- Linie 4: Arsten – Kattenturm – Huckelriede – Neustadt – Domsheide – Hauptbahnhof – Schwachhausen – Horn-Lehe – Borgfeld – Lilienthal
- Linie 6: Flughafen – Neustadt – Domsheide – Hauptbahnhof – Riensberg – Universität
- Linie 8: Huchting – Neustadt und Langemarckstraße – Domsheide – Hauptbahnhof – Kulenkampffallee
- Linie 24: Rablinghausen – Neustadt – Domsheide – Hauptbahnhof – Schwachhausen – Neue Vahr-Nord
- Linie 26: Kattenturm – Arsten – Habenhausen – Huckelriede – Neustadt – Am Brill – Hauptbahnhof – Findorff – Walle – Überseestadt
- Linie 27: Brinkum-Nord (IKEA) – Kattenturm – Huckelriede – Neustadt – Am Brill – Hauptbahnhof – Findorff – Weidedamm-Nord
- Linie 52: Huchting – Neuenland – Flughafen – Kattenturm
- Linie 63: Hauptbahnhof – Am Brill – Neustadt – Güterverkehrszentrum (GVZ)
- Bis Mai 2020 verkehrten ebenfalls die Linien 51 und 53 ab Huckelriede in Richtung Arsten/Kattenturm (51) bzw. Brinkum-Nord (53). Diese wurden durch die Verlängerung der Linien 26 und 27 ersetzt.

Zusätzlich zu den oben genannten Tageslinien verkehren folgende BSAG-Nachtlinien die Neustadt:
- Linie N1: Huchting – Neustadt und Langemarckstraße – Am Brill – Hauptbahnhof – Schwachhausen – Vahr – Osterholz – Weserpark – Bf Mahndorf
- Linie N3: Rablinghausen – Neustadt – Domsheide – Hauptbahnhof – Universität – Horn-Lehe – Oberneuland – Osterholz – Bf Mahndorf
- Linie N4: Arsten – Kattenturm – Huckelriede – Neustadt – Domsheide – Hauptbahnhof – Schwachhausen – Horn-Lehe – Borgfeld – Lilienthal
- Linie N9: Huckelriede – Habenhausen – Kattenturm – Huckelriede – Neustadt – Am Brill – Hauptbahnhof – Schwachhausen – Neue Vahr-Nord

Außerdem befahren folgende VBN-Regionalbuslinien die Bremer Neustadt:
- Linie 101: Bremen Hbf – Bremen-Neustadt – Brinkum – Seckenhausen – Bassum
- Linie 102: Bremen Hbf – Bremen-Neustadt – Brinkum – Melchiorshausen – Syke (teilweise weiter als Linie 150: Syke – Bruchhausen-Vilsen – Hoya)
- Linie 120: Bremen Hbf – Bremen-Neustadt – Brinkum – Leeste – Kirchweyhe
- Linie 121: Bremen Hbf – Bremen-Neustadt – Dreye – Kirchweyhe
- Linie 226: Bremen Hbf – Bremen-Neustadt – Brinkum – Heiligenrode – Kirchseelte – Harpstedt – Wildeshausen
- Linie 750: Bremen Hbf – Bremen-Neustadt – Dreye – Thedinghausen – Morsum
- Linie N12: Bremen Hbf – Bremen-Neustadt – Brinkum – Leeste – Kirchweyhe

#### Straßen, Plätze
Die Neustadt wird von der neuen Autobahn 281 durchquert. Der Stadtteil kann erreicht werden über die Autobahn 1, Abfahrten Bremen-Arsten und Bremen/Brinkum sowie über die Autobahn 28 von Oldenburg über Bundesstraße 75 in Fahrtrichtung Autobahn 27.
Die Haupterschließungstraßen sind
- in Nord-Süd-Richtung
  - Bundesstraße B 75 (Oldenburger Straße)
  - Langemarckstraße / Duckwitzstraße
  - Friedrich-Ebert-Straße / Flughafendamm
  - untergeordnet der Kirchweg
- in Ost-West-Richtung
  - Westerstraße
  - Buntentorsteinweg,
  - Lahnstraße / Kornstraße
  - Pappelstraße / Gastfeldstraße
  - Thedinghauser Straße
  - Neuenlander Straße (Bundesstraße 6)
  - Flughafendamm
  - Autobahn A 281

Der Grünenkamp war eine große Freifläche ab dem 19. Jahrhundert bis zu dessen Bebauung 2003. Als Ersatz wurde der Lucie-Flechtmann-Platz angelegt.
Der 2003 neu gestaltete Neue Markt wurde im 17. Jahrhundert erbaut und erhielt als Wochenmarkt im 19. Jahrhundert seinen heutigen Namen 1821.

#### Rad- und Wanderweg
Es gibt beliebte Radwege u. a. an der Kleinen Weser, beidseitig am Werdersee nach Huckelriede und Habenhausen, sowie von der Alten Neustadt durch die Neustädter Grünanlagen und in Huckelriede im großen Kleingartengebiet.

## Persönlichkeiten
Alphabetische Reihenfolge
- Johann Diedrich Allerheiligen (1875–1937), Kaufmann in der Neustadt, Politiker (Deutsche Demokratische Partei) und Senator (1925–1933)
- Carl F. W. Borgward begann seine Unternehmerkarriere mit der Bremer Kühlerfabrik Borgward & Co. in der Steinstraße 28.
- Mudder Cordes, eigentlich Metta Cordes (1815–1905), Marktfrau und Bremer Stadtoriginal, wohnte in der Neustadt Schützenstraße 17
- Richard Dunkel (1869–1939), Industrieller in der Neustadt, Mitglied der Bremer Bürgerschaft von 1912 bis 1933 und Präsident der Bürgerschaft von 1920 bis 1930
- Friedrich Ebert (1871–1925), Politiker (SPD) und Reichspräsident, wirkte von 1891 bis 1905 in Bremen, unter anderem in der Gastwirtschaft Zur guten Hilfe, in der Neustadt Brautstraße 16
- Fisch-Luzie, eigentlich Johanna Lucie Henriette Flechtmann (1850–1921), als beliebtes Original bekannt.
- Carl Francke (1843–1931), Industrieller, gründete in der Bachstraße in der Neustadt 1875 seine Fabrik
- Friedrich Garves (1856–1924), Zigarrenfabrikant und Mitglied der Bremischen Bürgerschaft wohnte lange in der Grünenstraße (Friedrich Garves-Straße)
- Fritz Hallerstede (1904–1989), Widerstandskämpfer (SAP), Mitglied der Bürgerschaft (SPD)
- Karl Lerbs (1893–1946), Dramaturg und Schriftsteller von Anekdoten aus Bremen
- Gottfried Menken (1768–1831), Theologe, Pastor an der evangelischen St. Pauli-Kirche in der Neustadt
- Bithja Menzel (* 1993), Politikerin (Bündnis 90/Die Grünen), Mitglied des Beirats von Neustadt
- Melanie Morawietz (* 1971), Politikerin (CDU), Mitglied des Beirats von Neustadt
- Johannes Piersig (1876–1942), Pastor an der evangelischen St. Pauli-Kirche in der Neustadt
- Birgitt Pfeiffer (* 1969), Bürgerschaftsabgeordnete (SPD) seit 2019
- Henning Scherf (* 1938), Politiker (SPD), Bürgermeister und Präsident des Senats von Bremen, wohnte und begann seine politische Karriere in der Neustadt
- Gustav Volkmann (1842–1917), Pastor an der evangelischen St. Jakobi-Kirche in der Neustadt
- Georg Wulf (1895–1927) wirkte als Flugpionier auf dem Flugplatz Neuenlander Feld